# Biserica de lemn din Văleni (Călățele), Cluj

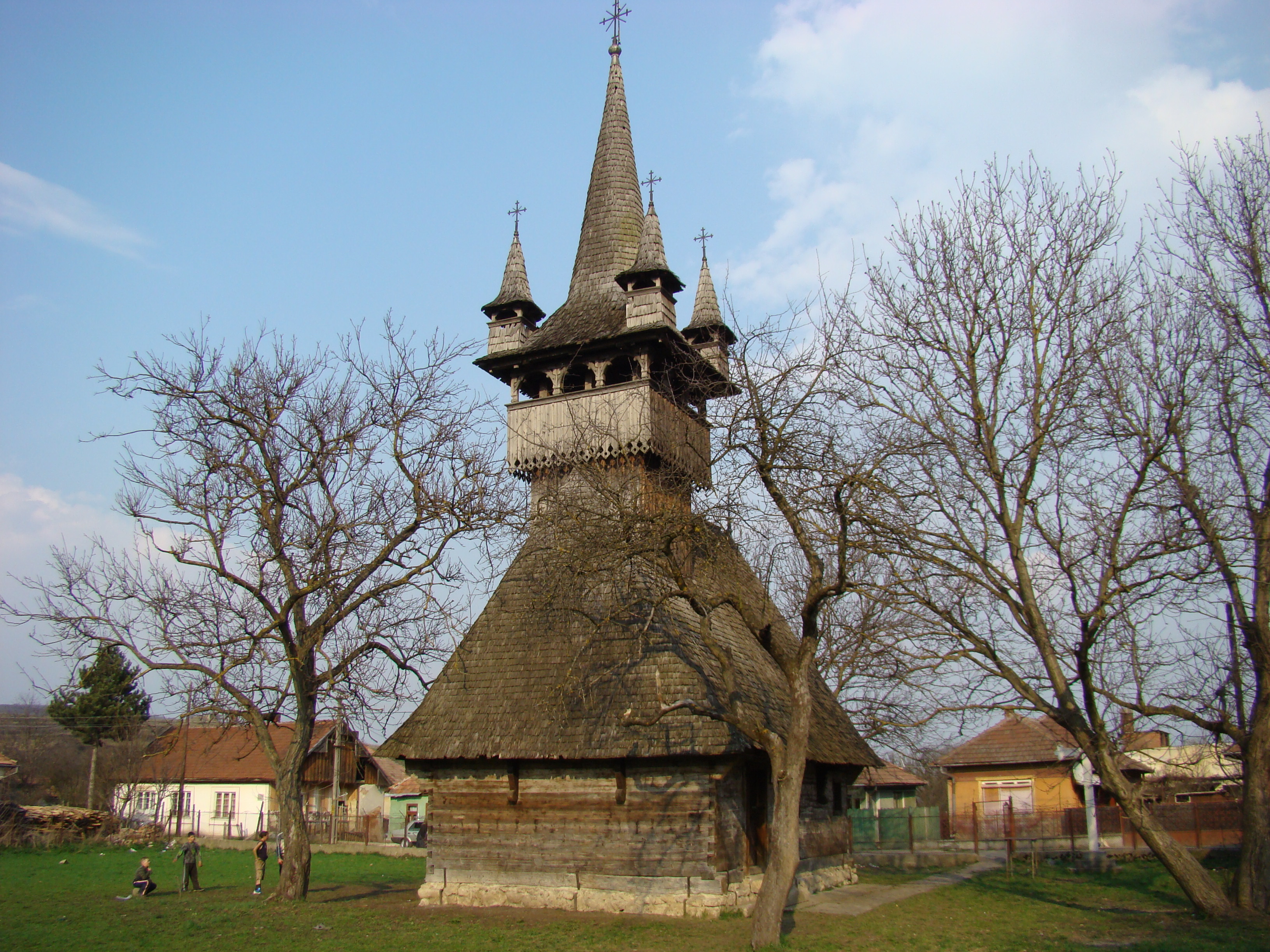
Biserica de lemn din Aghireşu, foto: aprilie 2009.

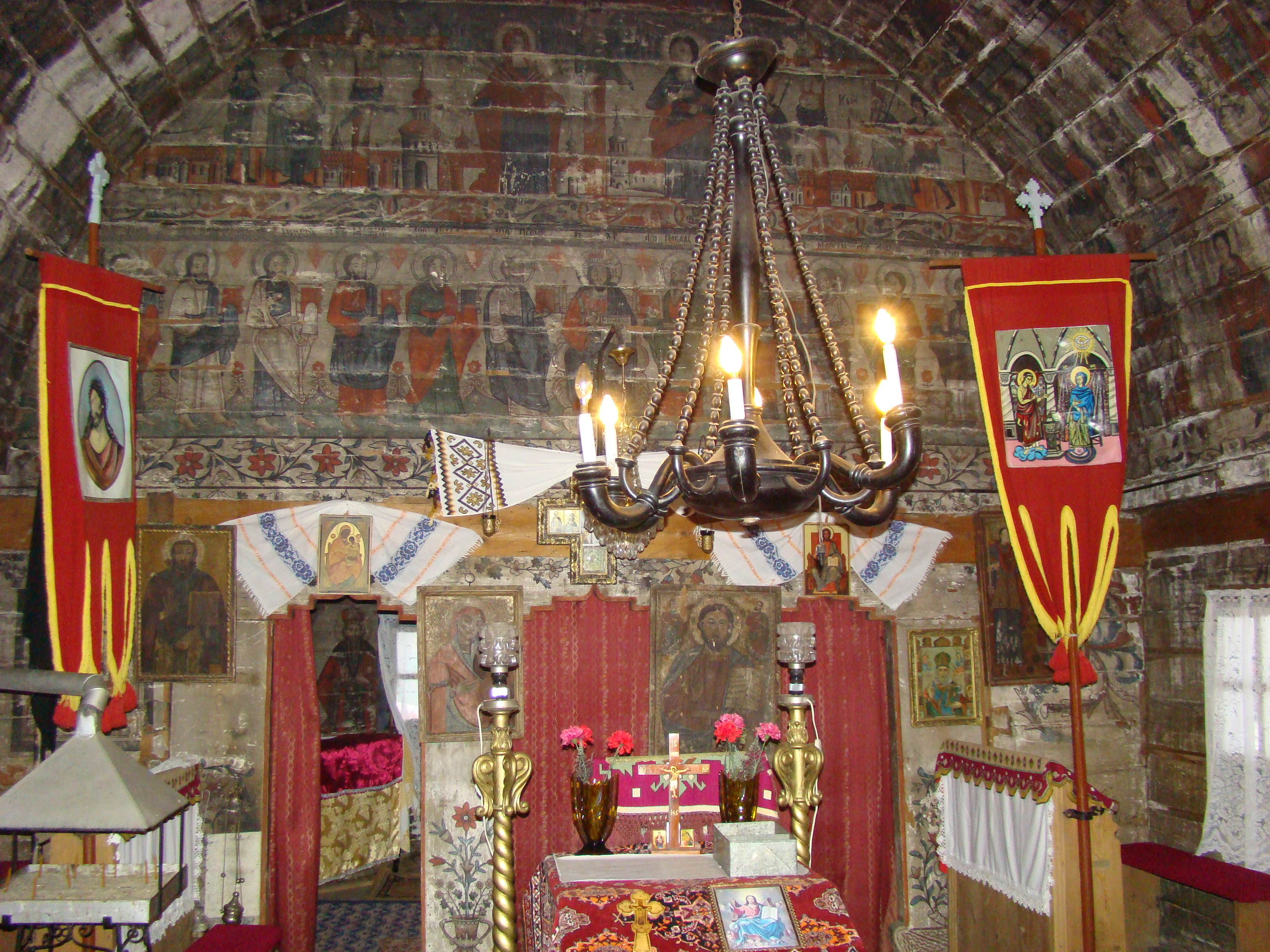
Iconostasul

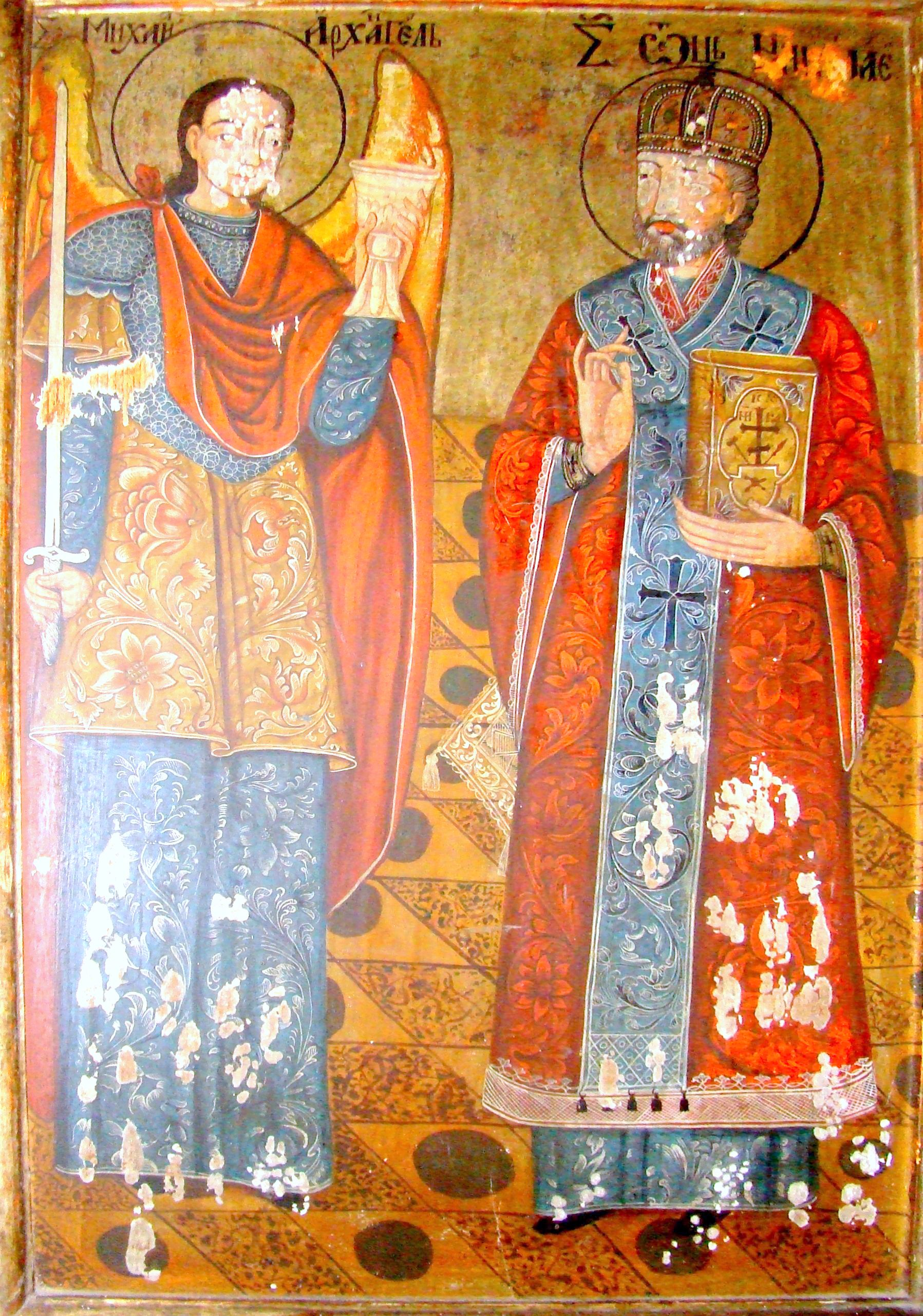
Icoană pe lemn: Arhanghelul Mihail și Sfântul Nicolae (Nechita Zugravu)

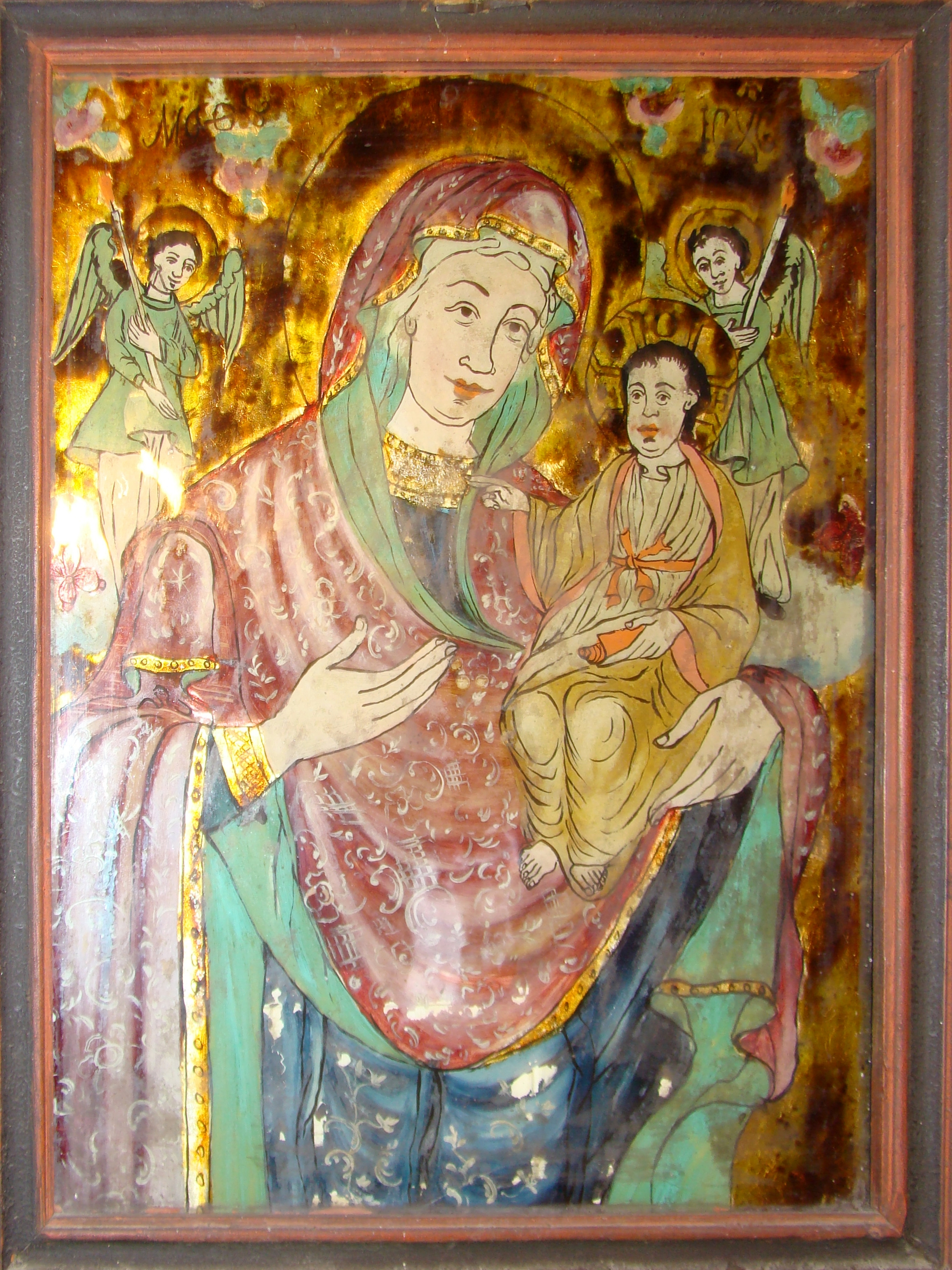
Icoană pe sticlă: Maica Domnului cu Pruncul (Şcoala de le Nicula)

Biserica de lemn din Aghireșu, comuna Aghireșu, județul Cluj, datează din anul 1780.
Biserica are hramul „Sfinții Arhangheli Mihail și Gavriil” și se află pe noua listă a monumentelor istorice sub codul LMI: cod LMI CJ-II-m-B-07510.

## Istoric
Biserica a fost adusă din localitatea Văleni, comuna Călățele în anul 1931. Edificiul este de mici dimensiuni și se compune dintr-o absidă poligonală, având în ax un unghi ascuțit, naos acoperit cu o boltă semicilindrică și pronaos, peste care se află turnul clopotniță. Absida altarului este decroșată față de navă. Clopotnița este prevăzută cu o galerie, decorată în partea inferioară cu un motiv de romburi traforate.
În biserică se găsesc mai multe icoane: Arhanghelul Mihail și Sfântul Nicolae, icoană ce poate fi atribuită lui Nechita Zugravu, pictor foarte activ în această zonă între anii 1750-1770, Iisus Pantocrator, icoană pictată de un alt meșter, tot în a doua jumătate a secolului al XVIII-lea, precum și două icoane pe sticlă (Maica Domnului cu Pruncul și Arhanghelul Mihail), aparținând școlii de pictură de la Nicula și datând din anii 1790-1810.

## Imagini din interior

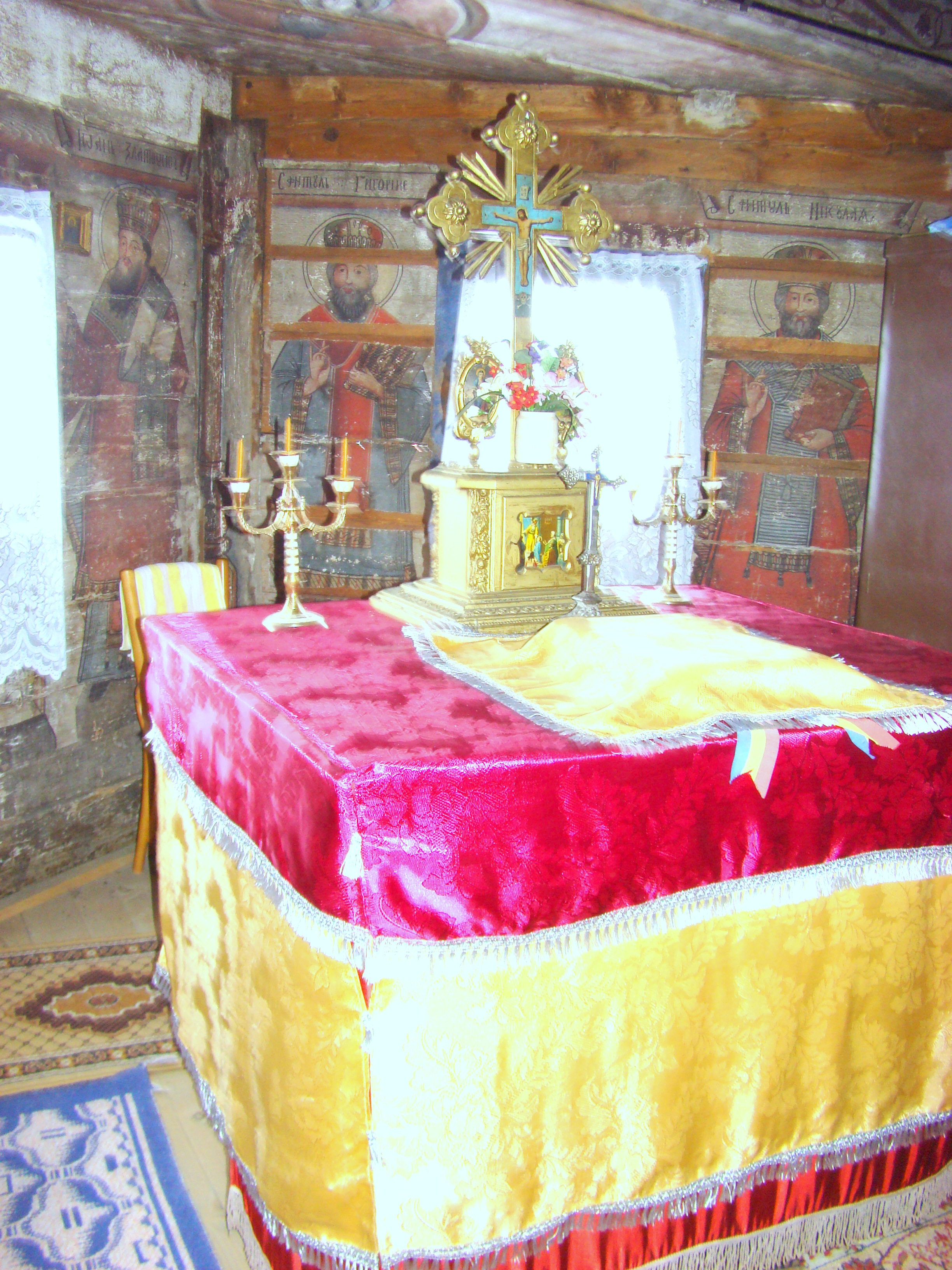
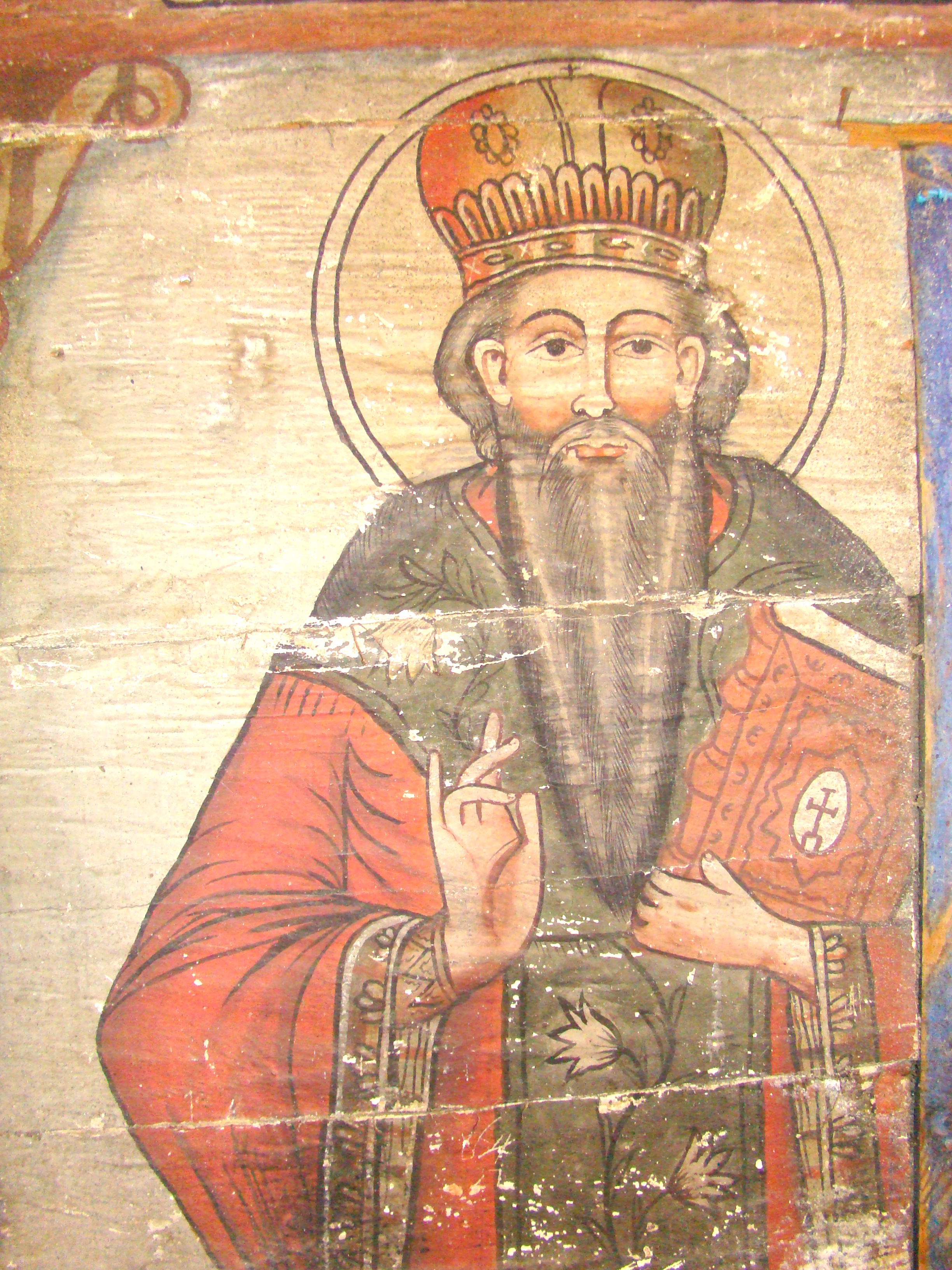
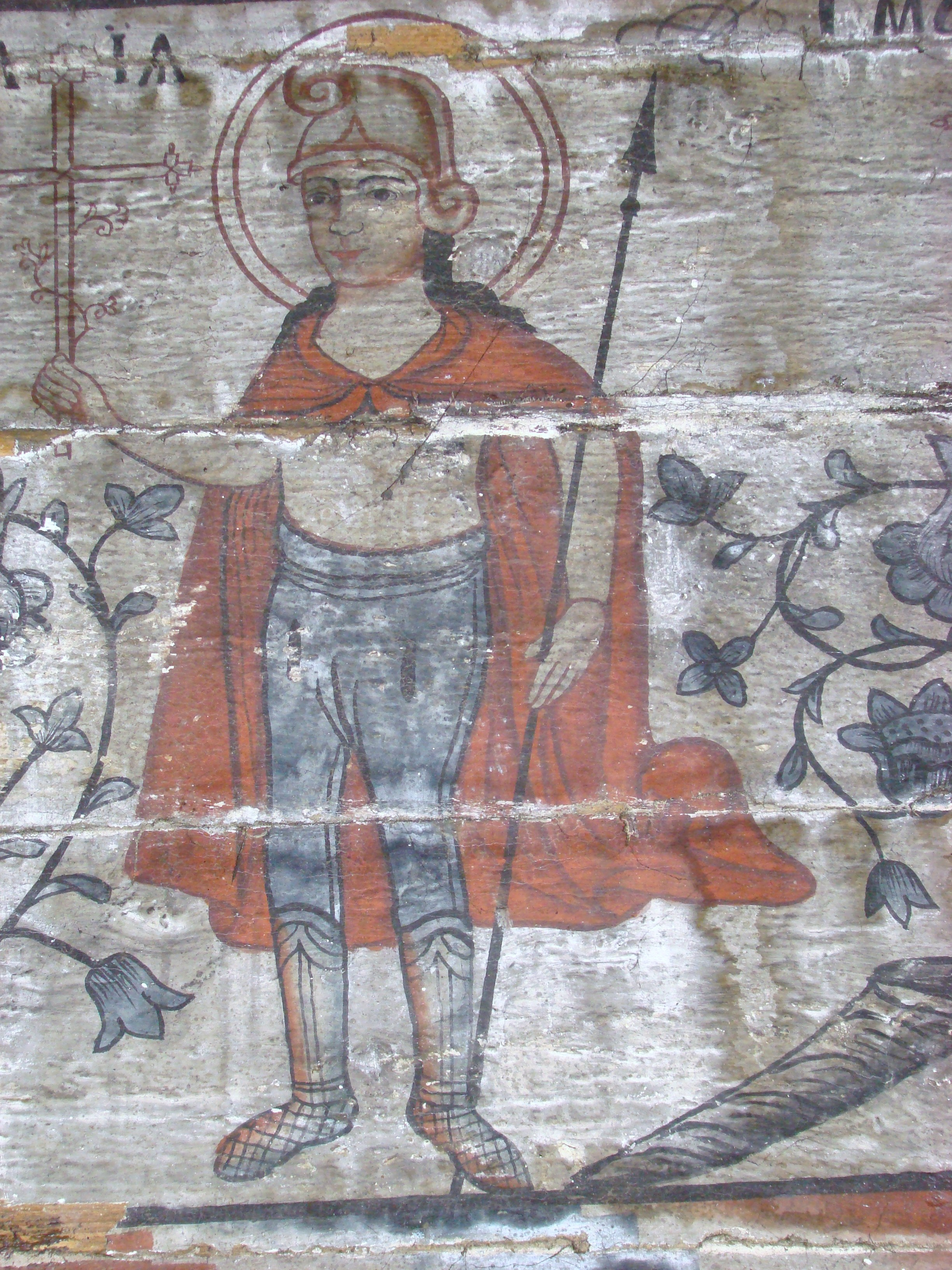
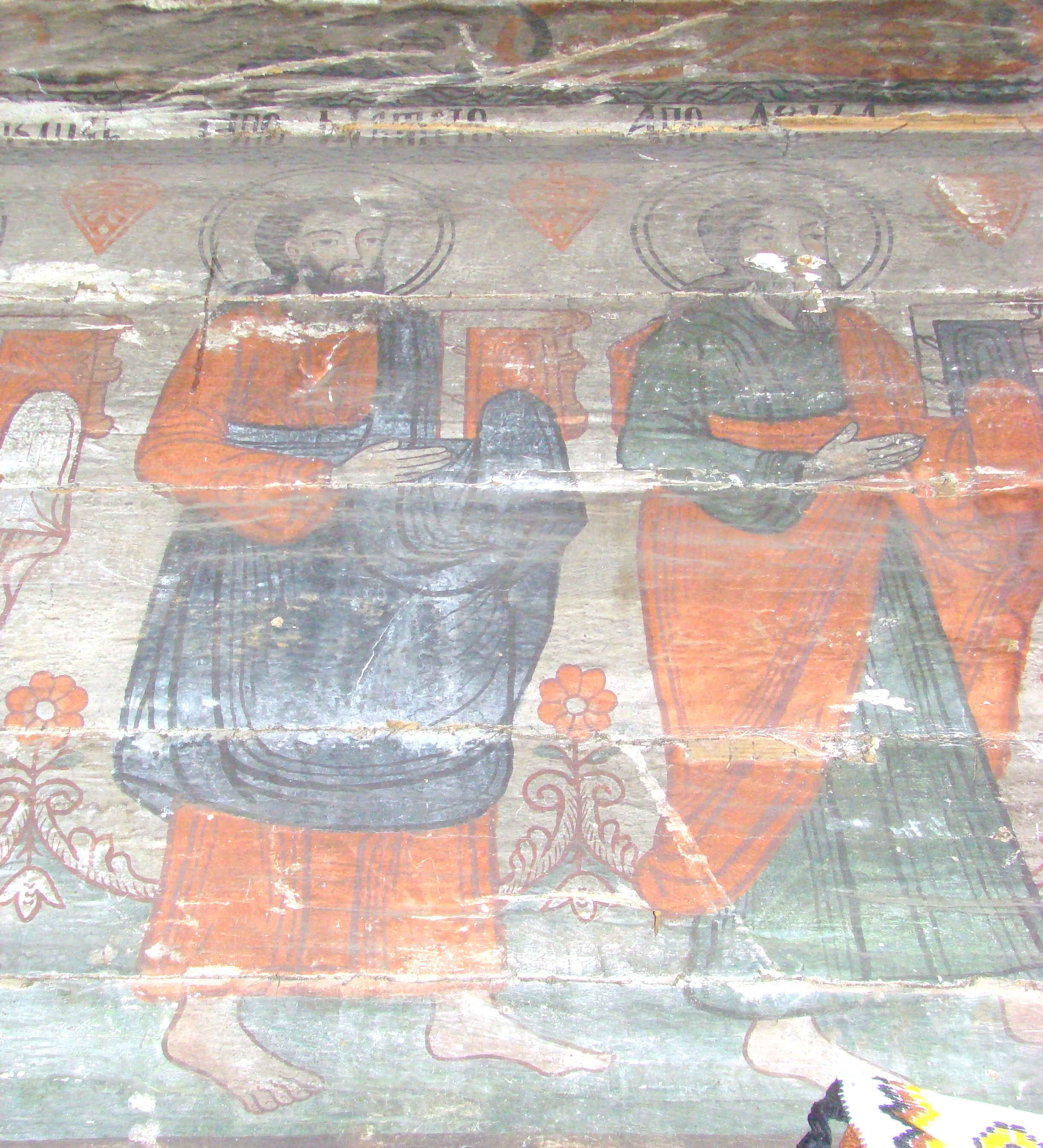
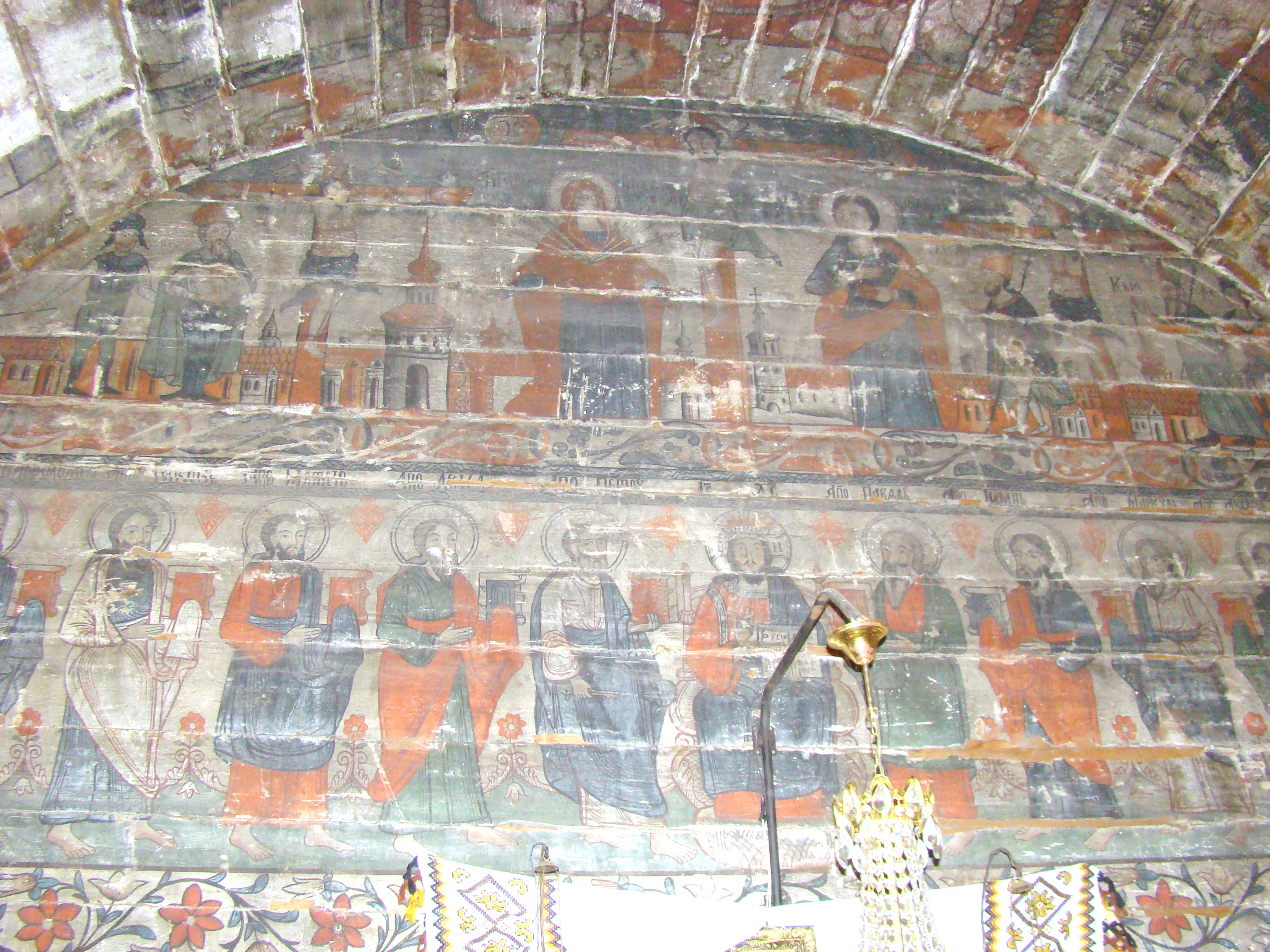
Cele două registre din pictura murală a iconostasului
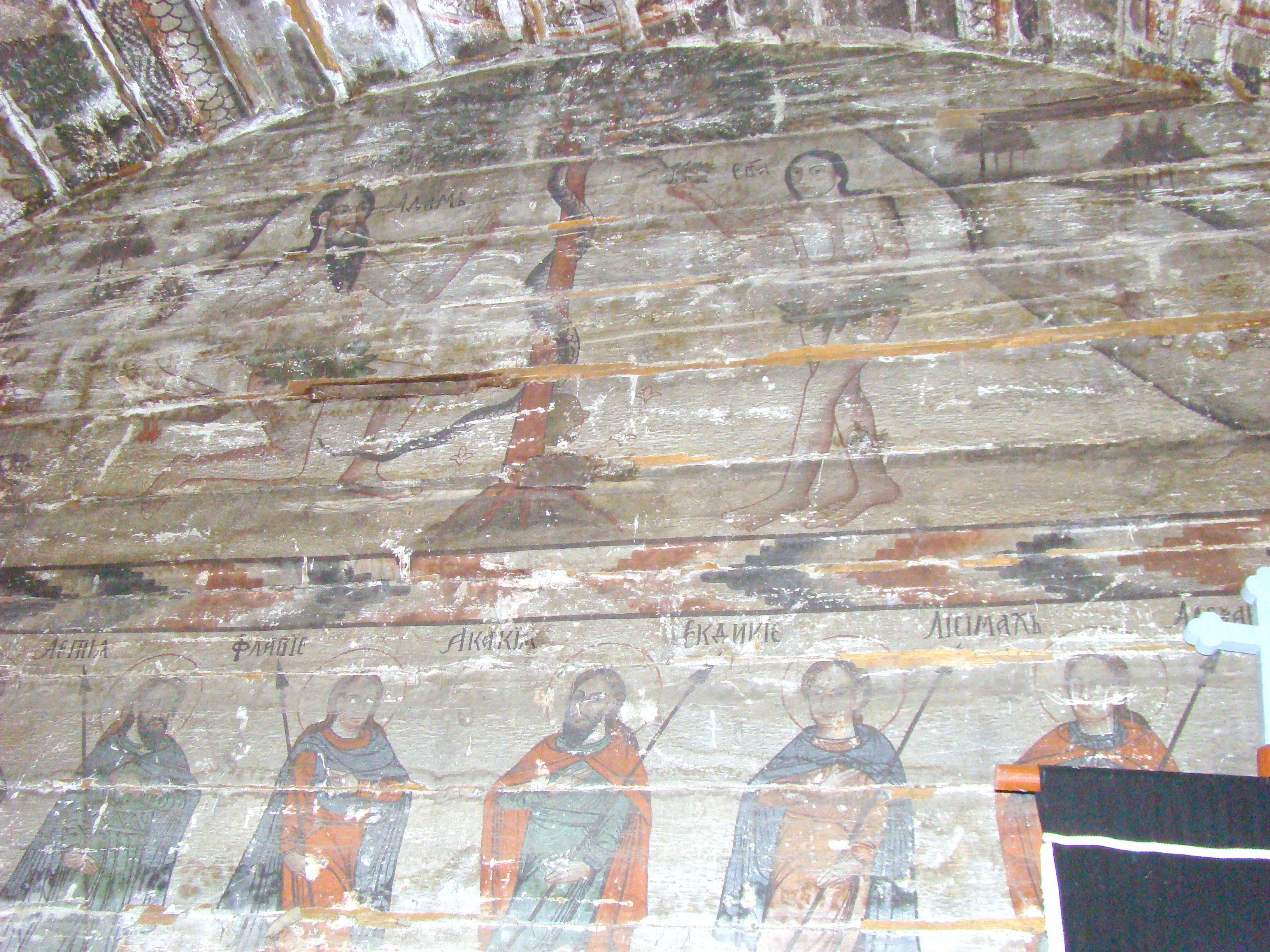
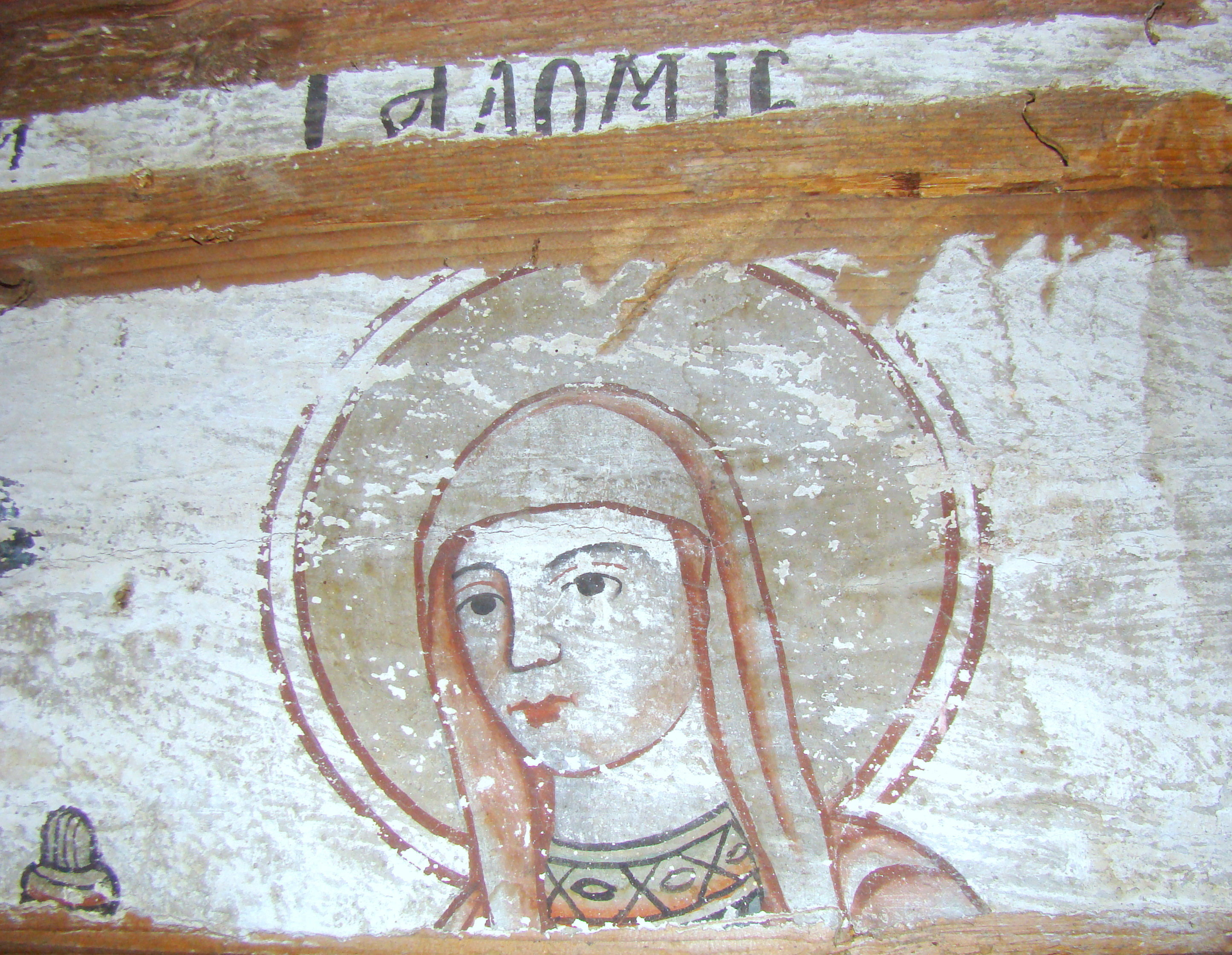
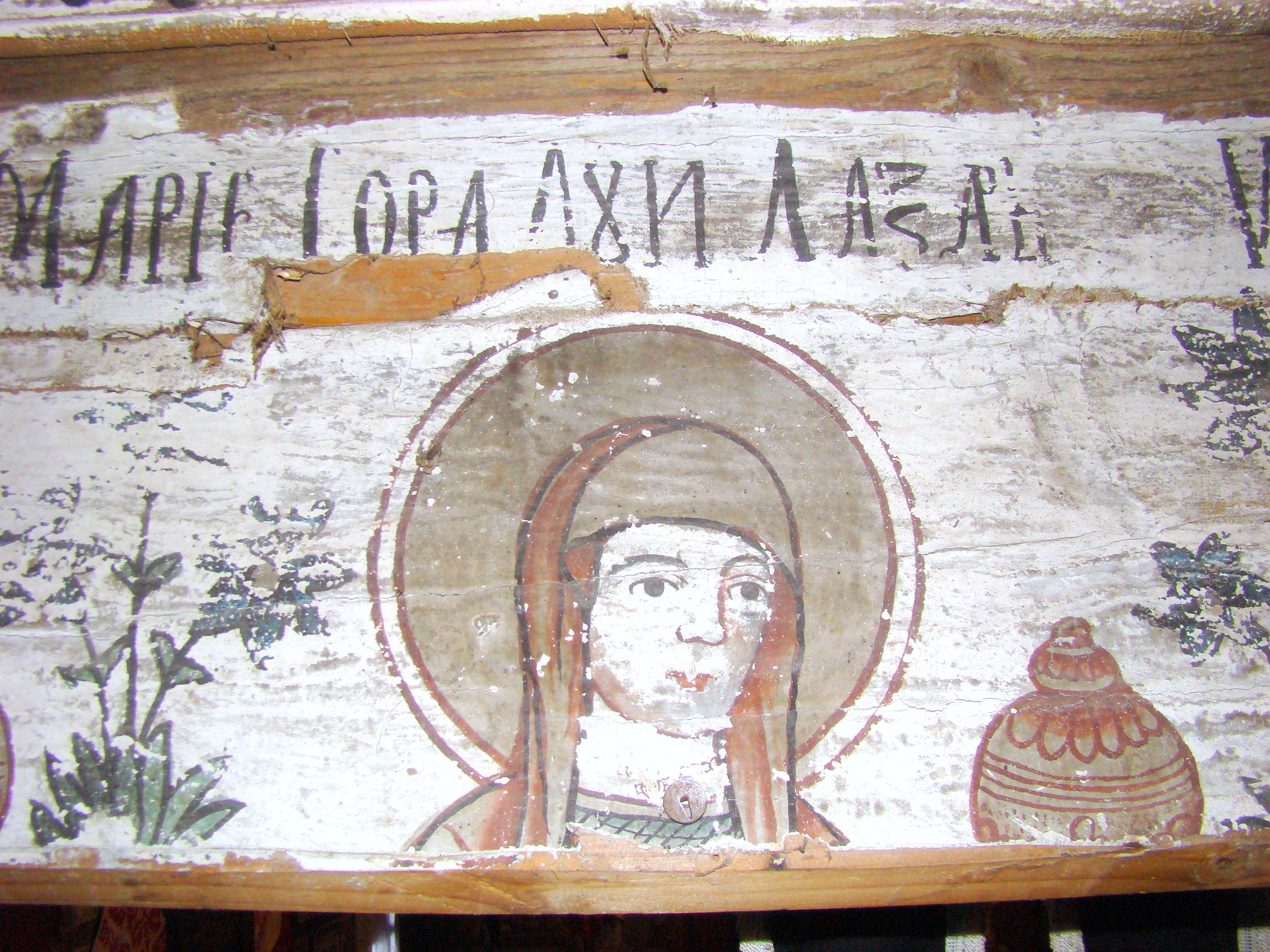
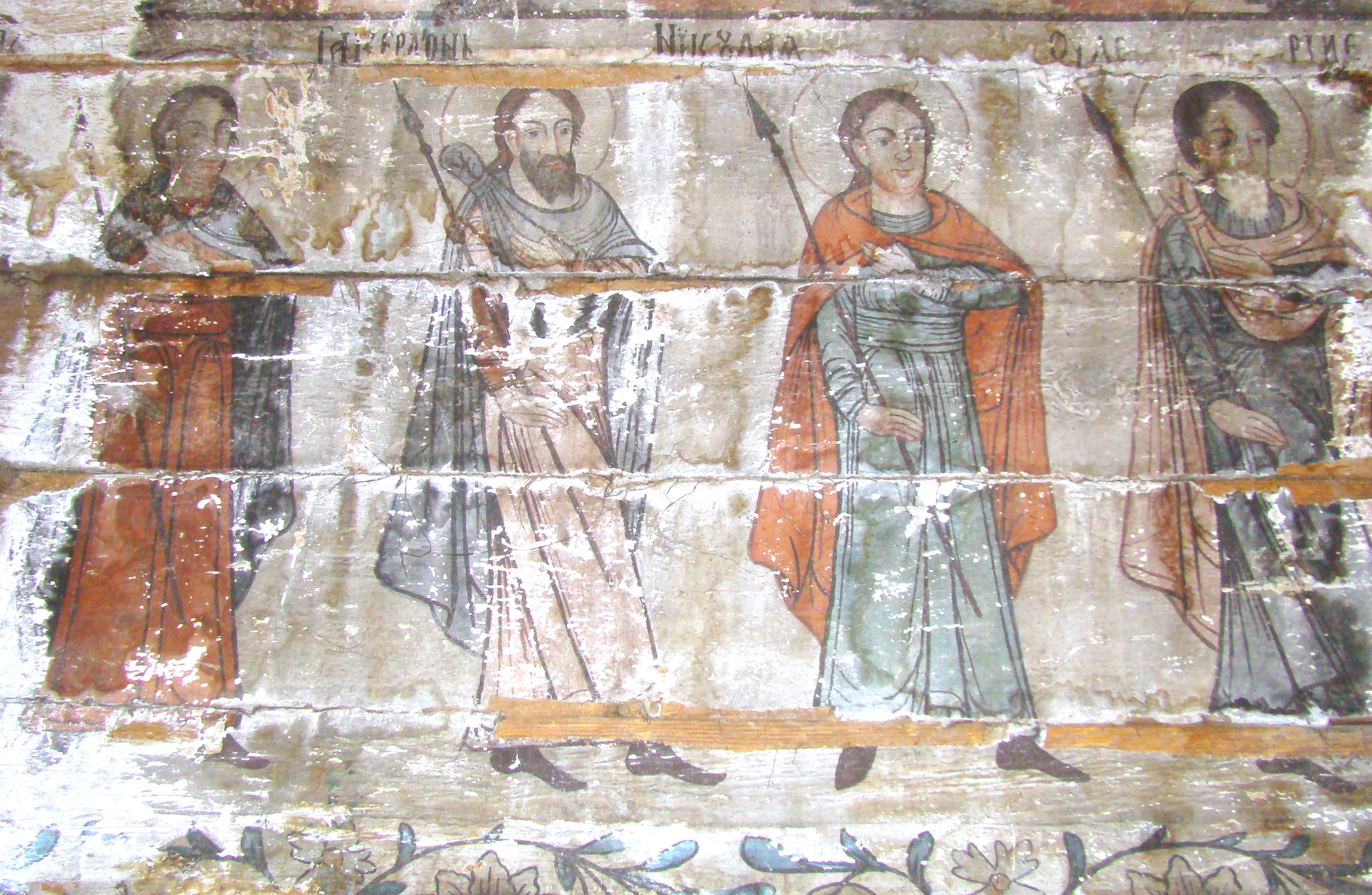
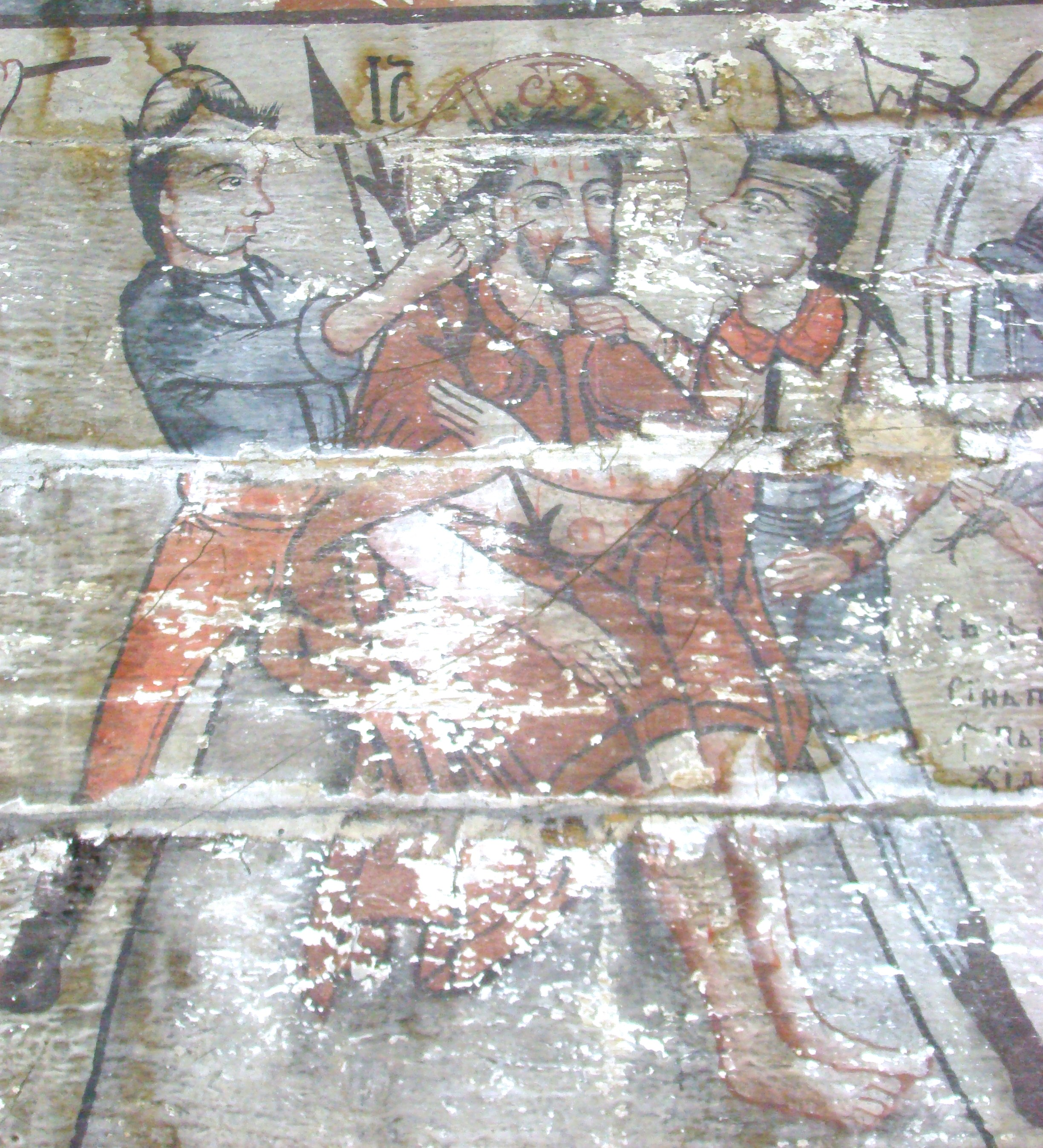
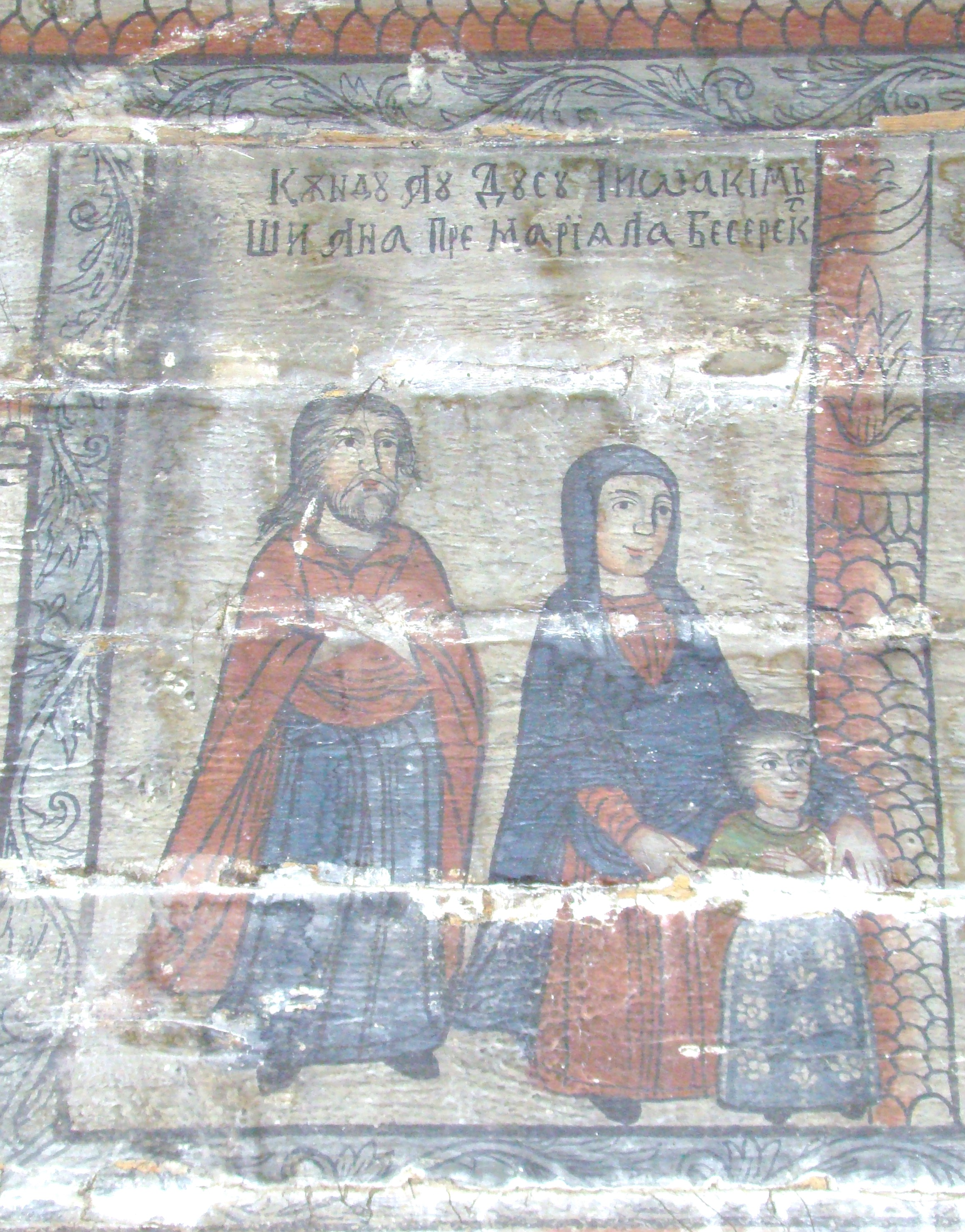
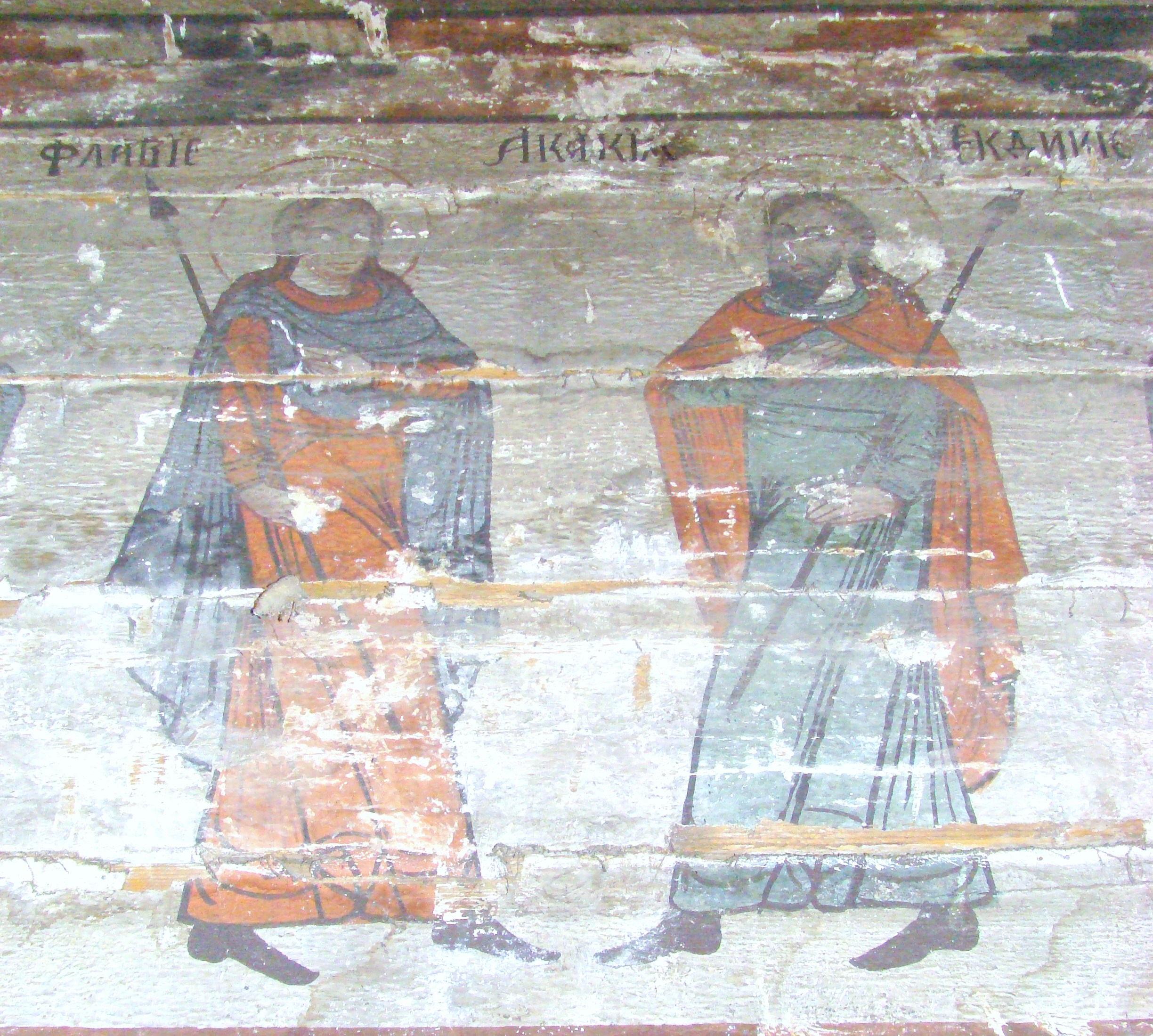
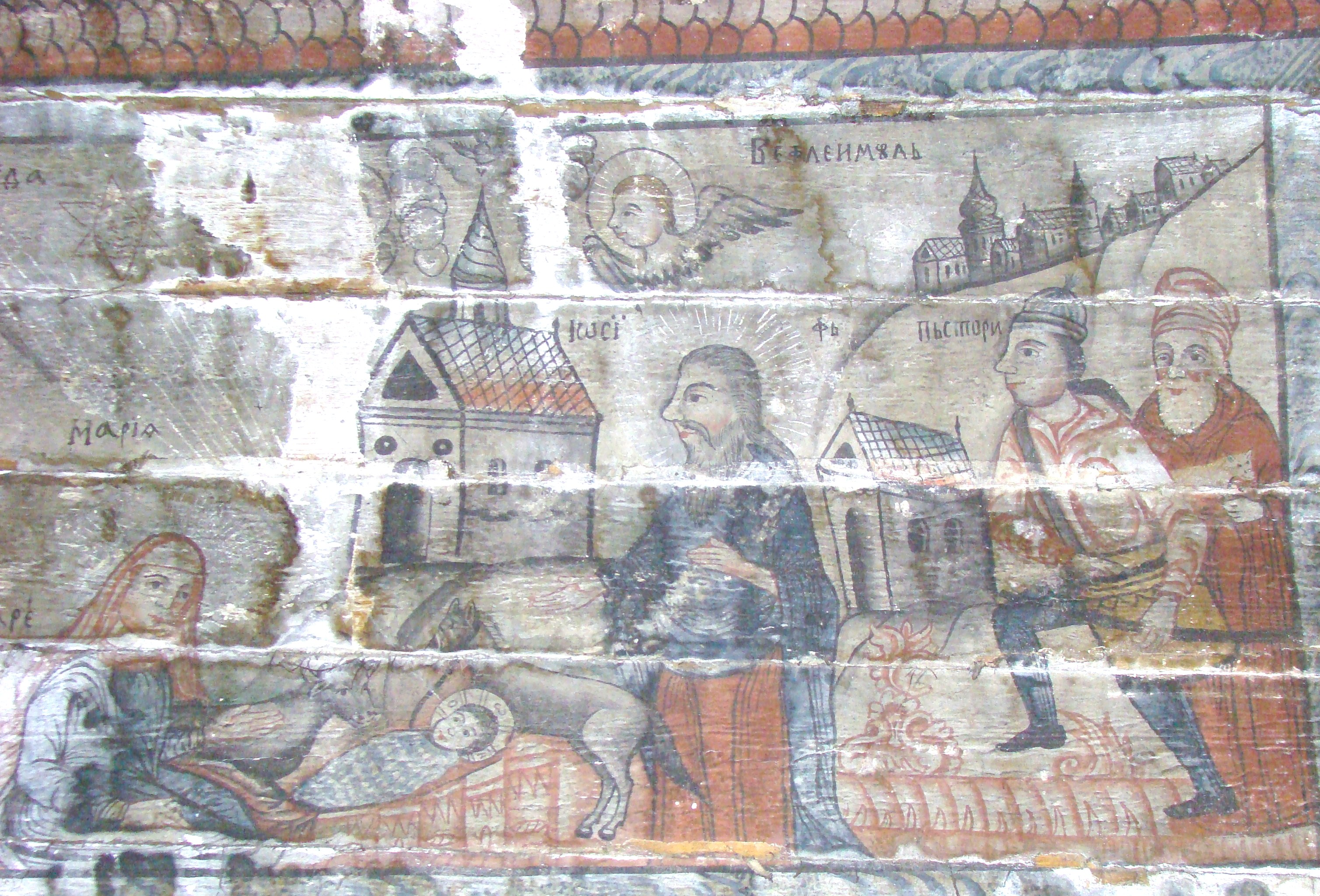
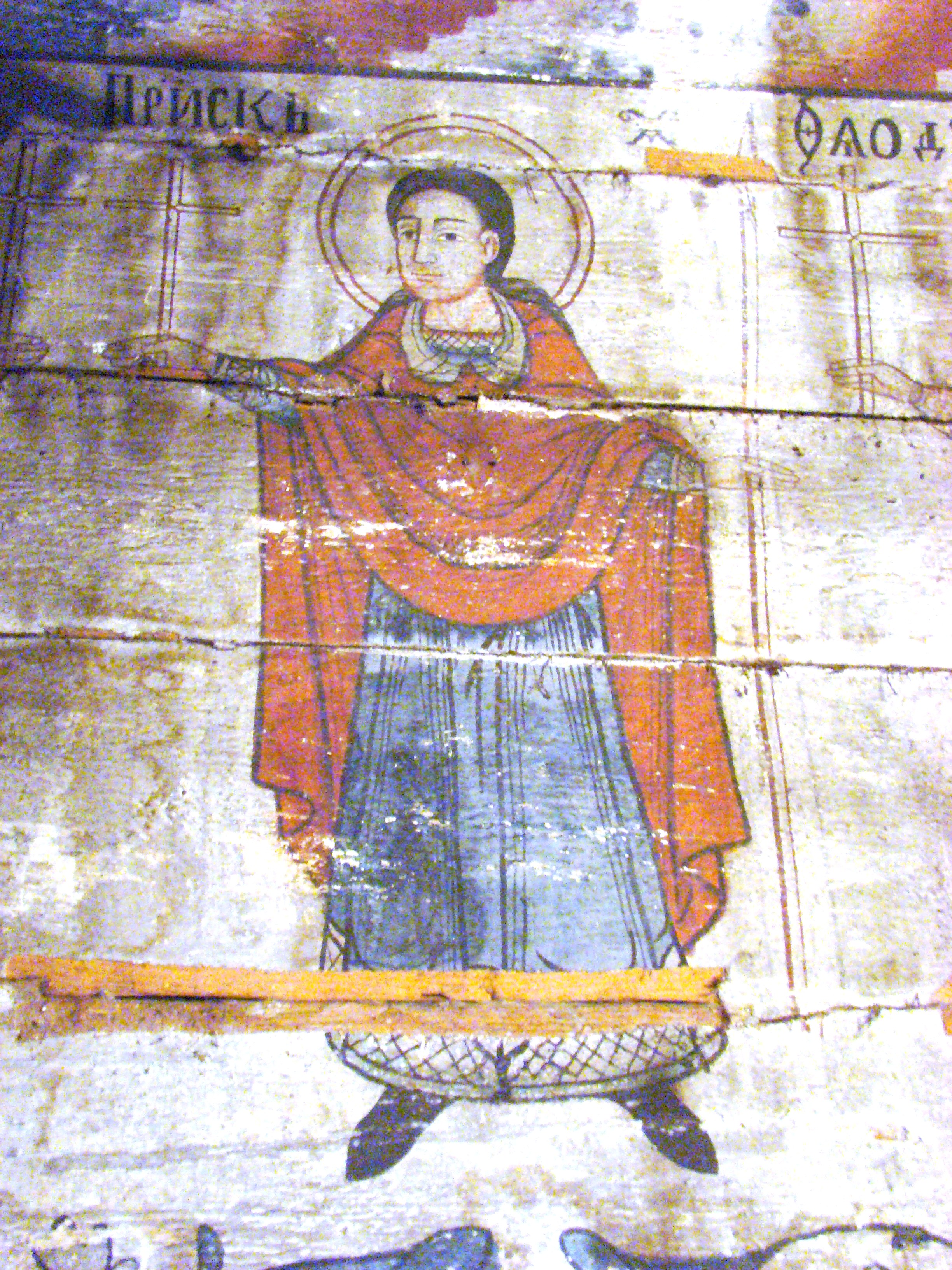
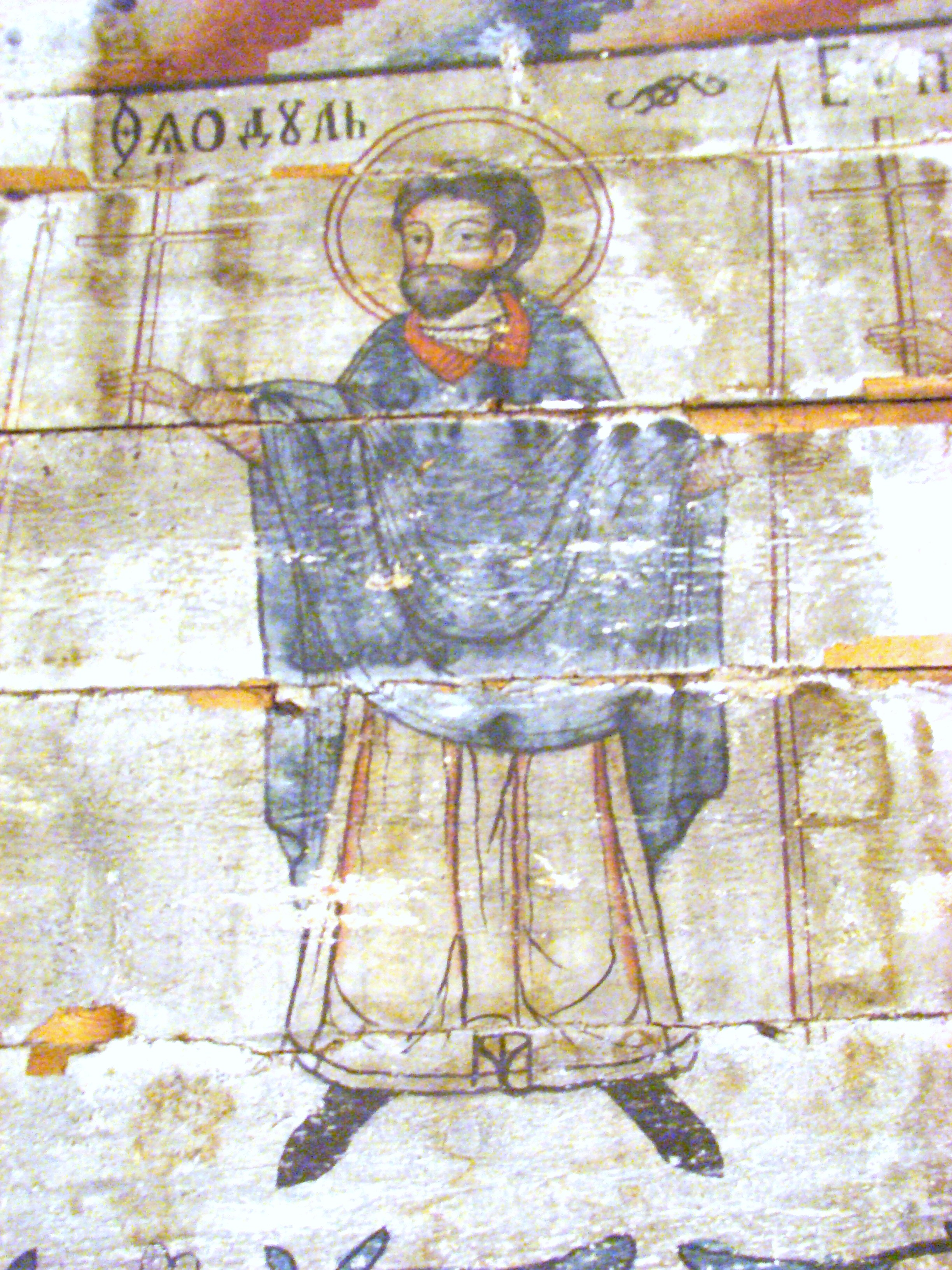
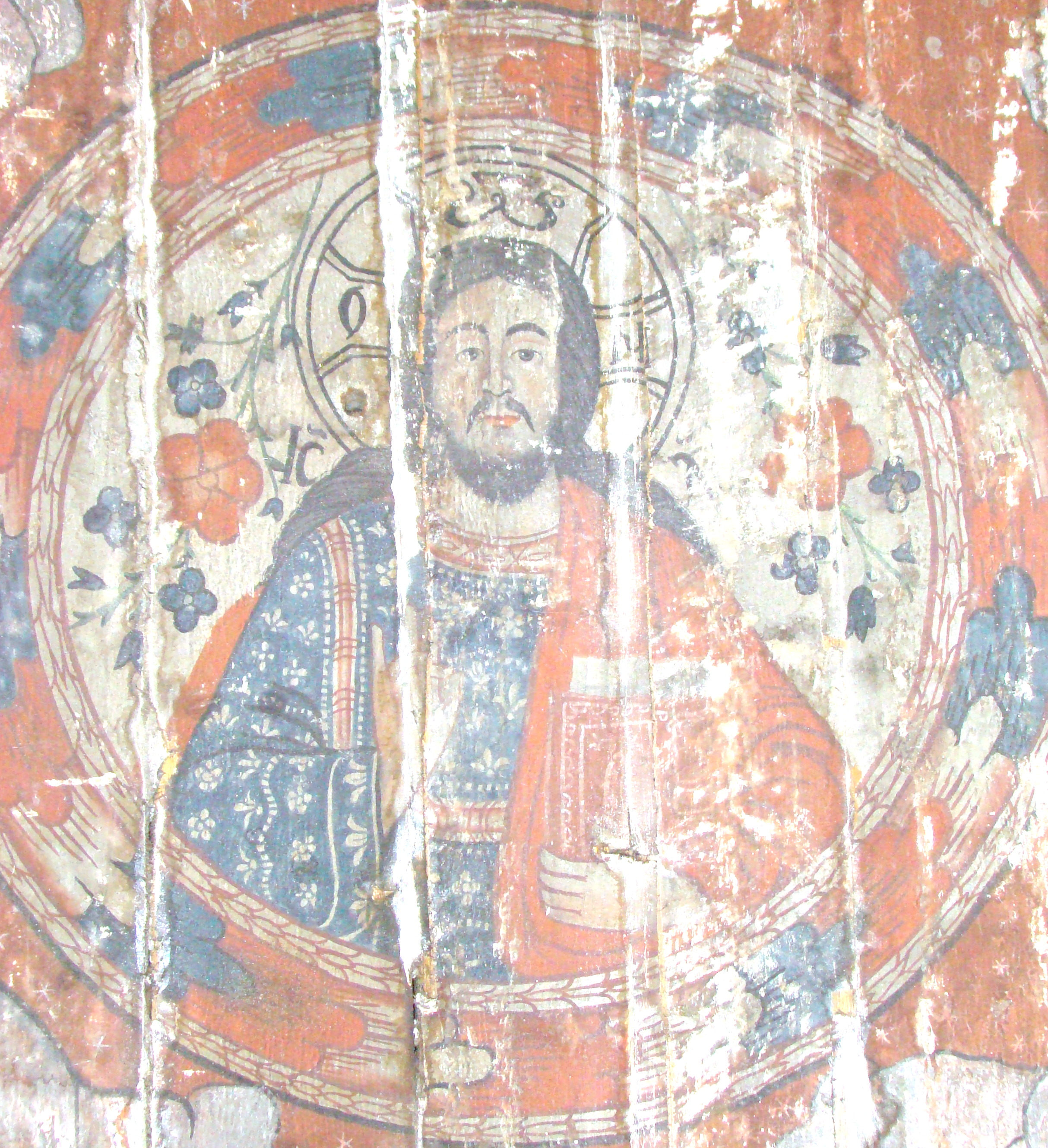
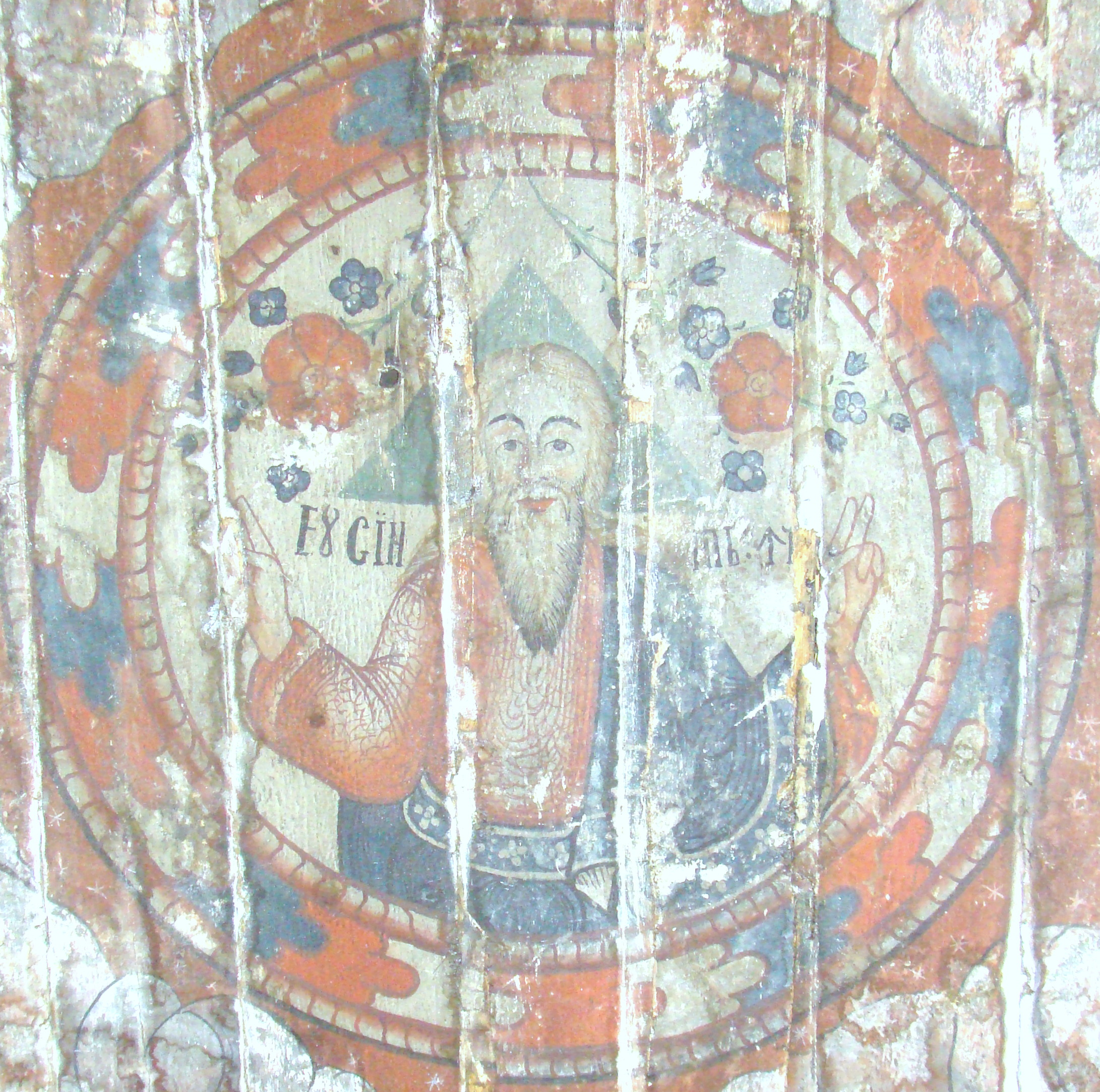
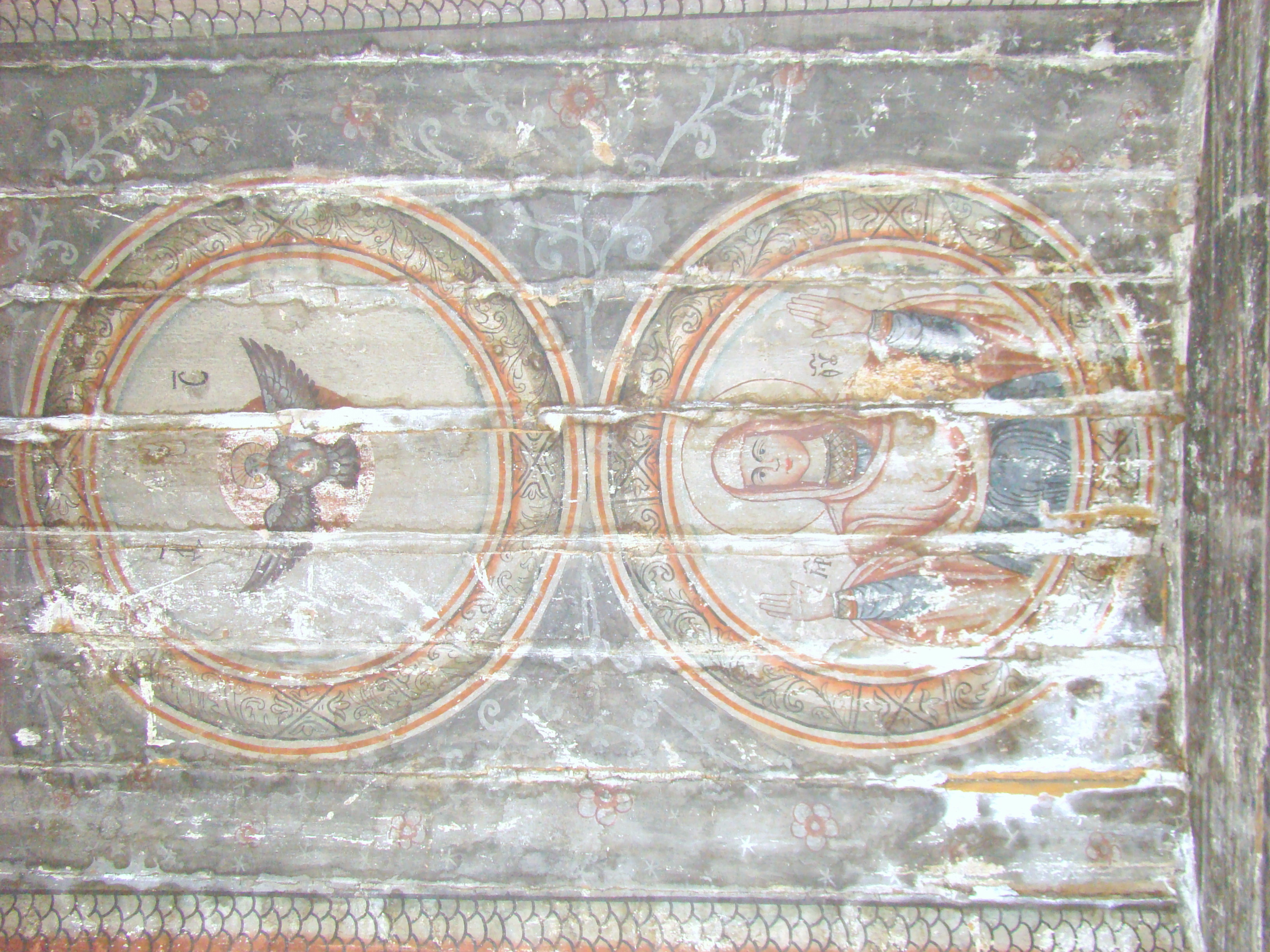
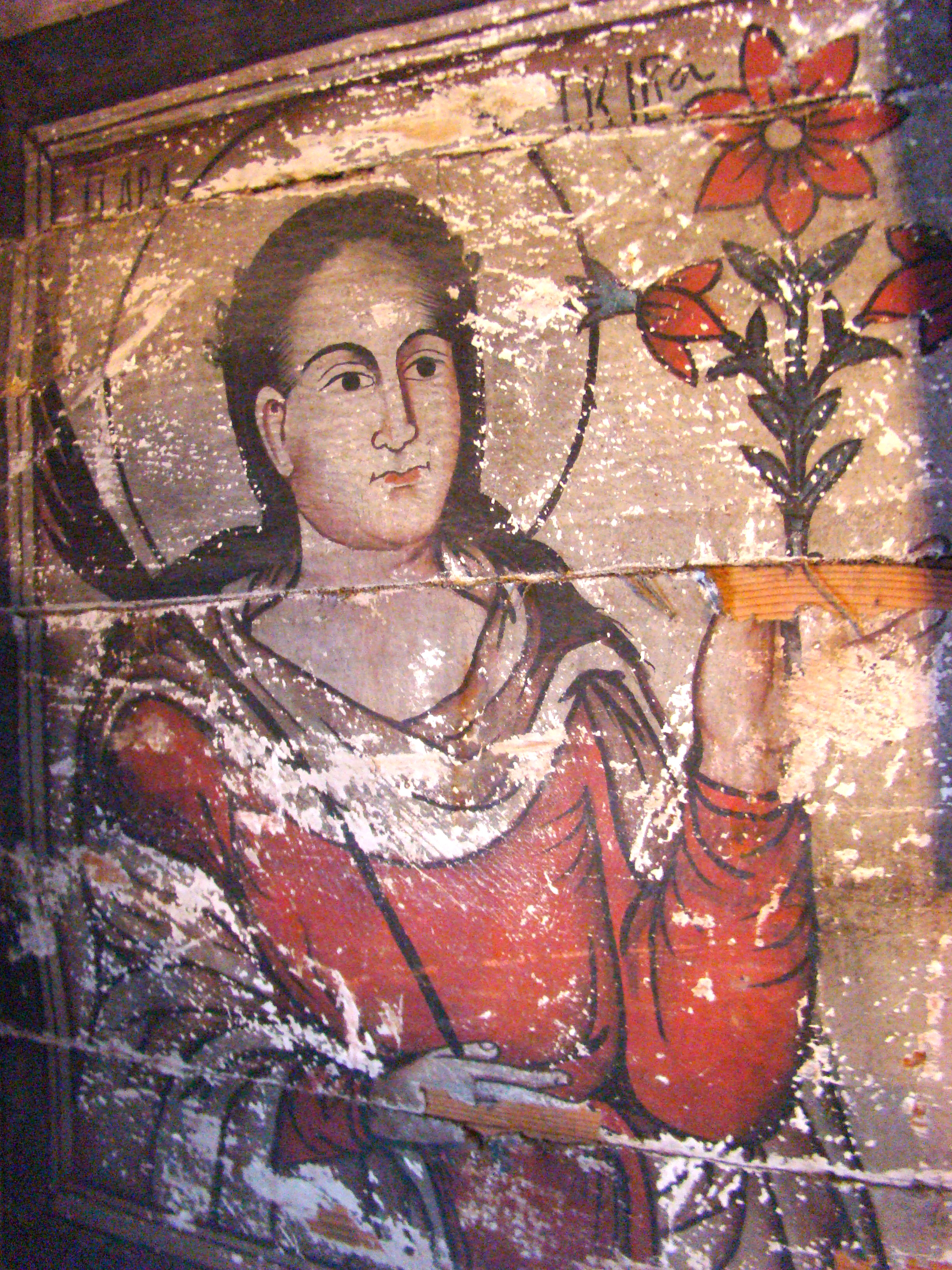
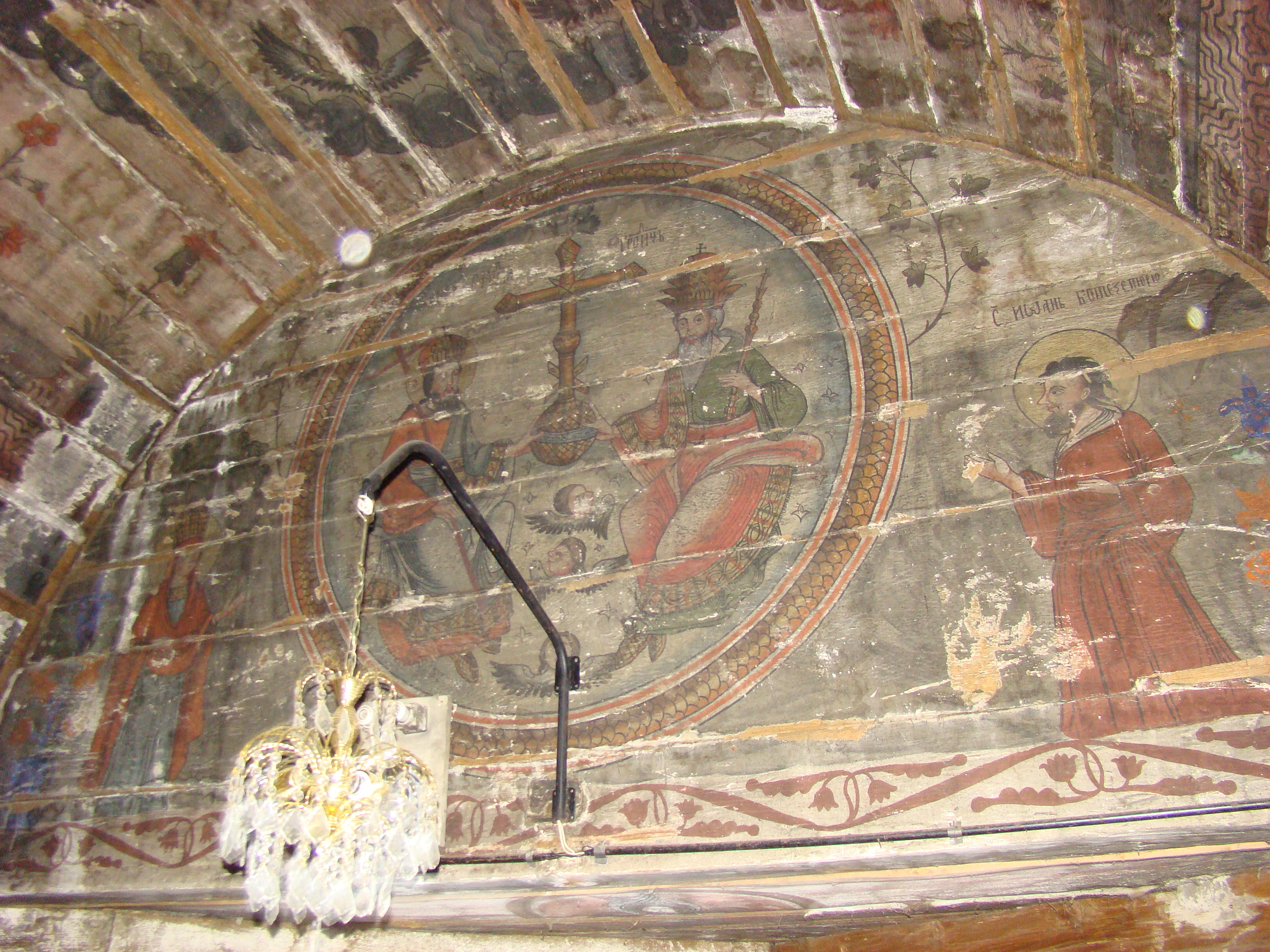
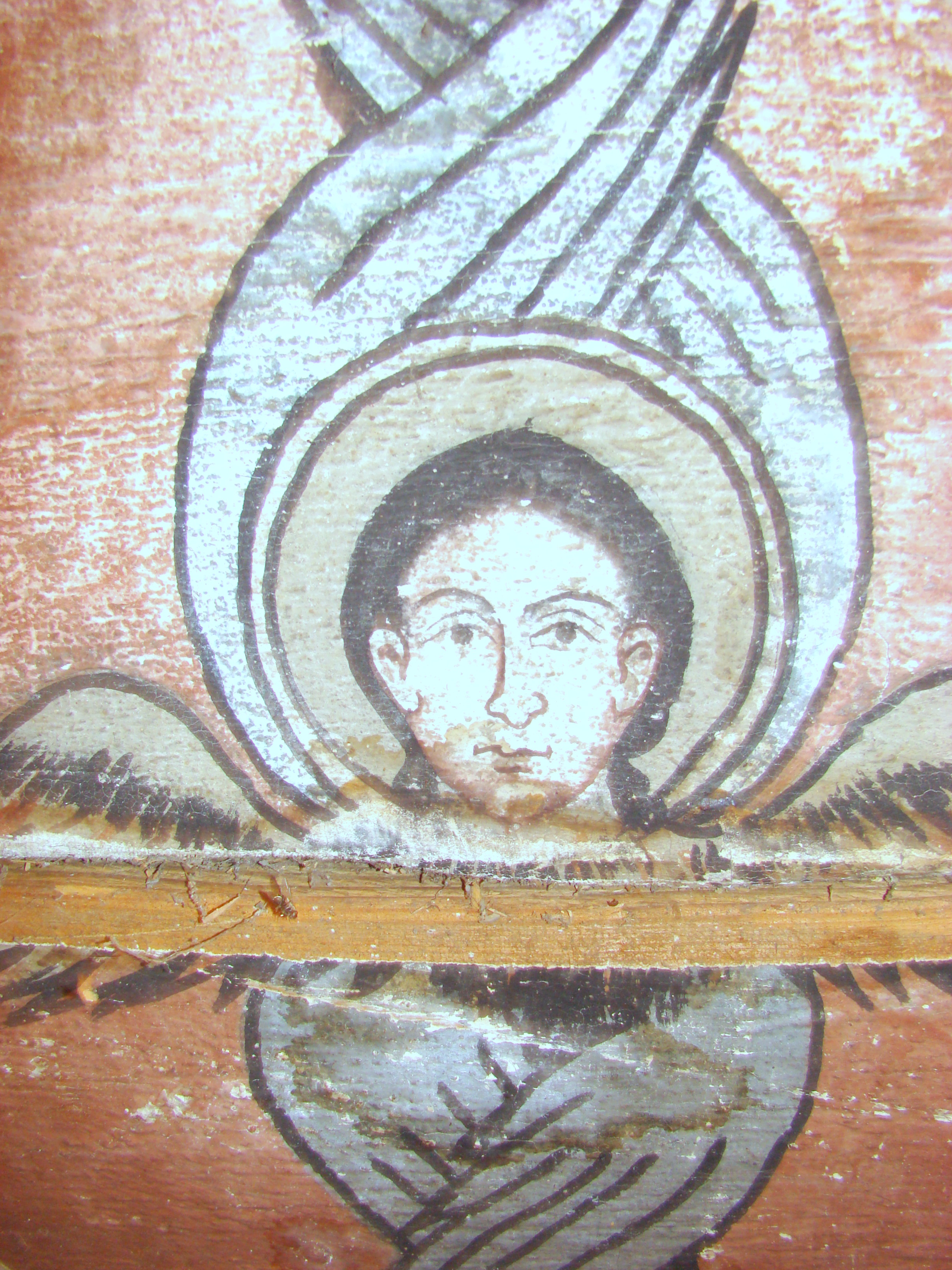
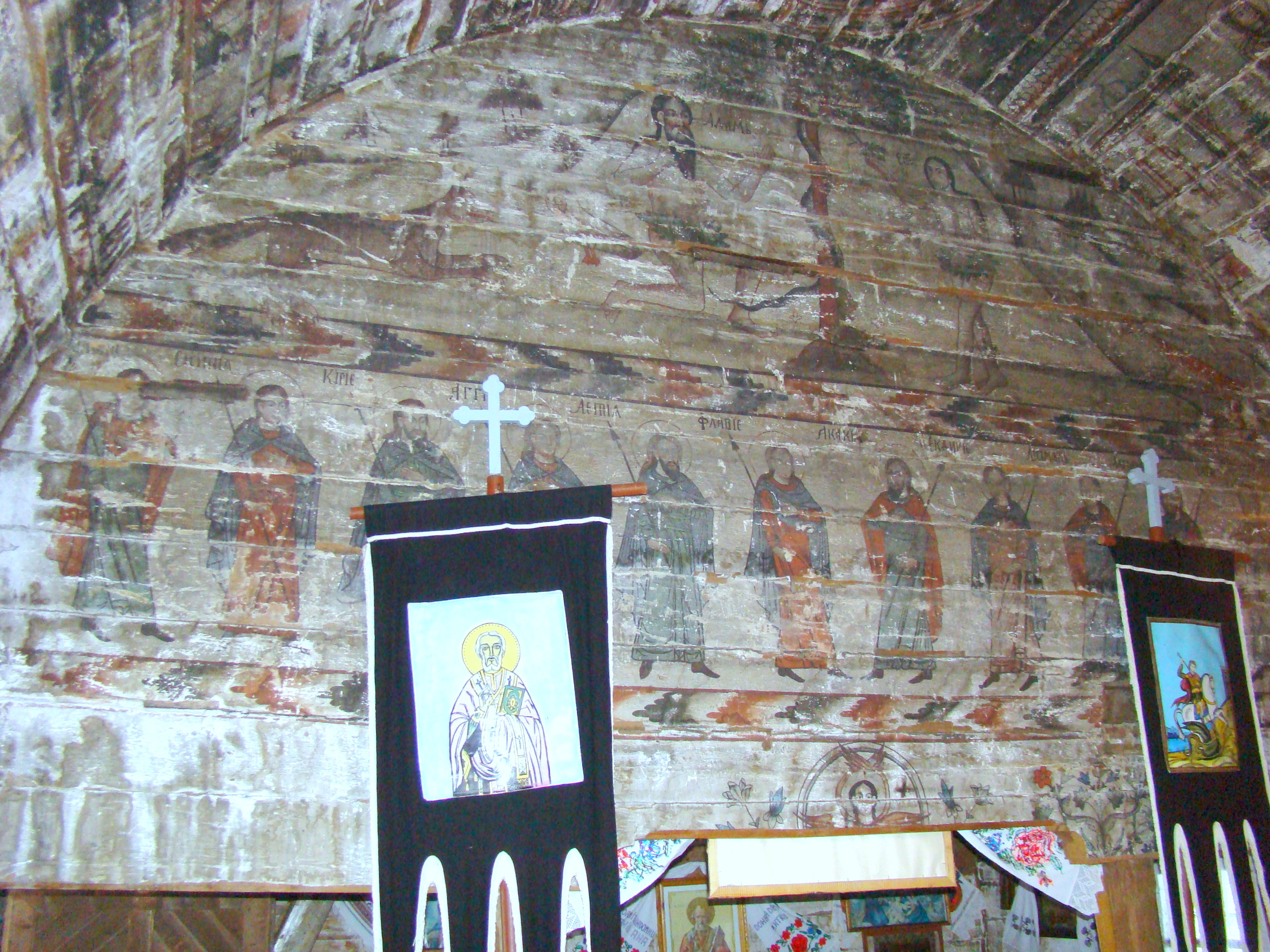
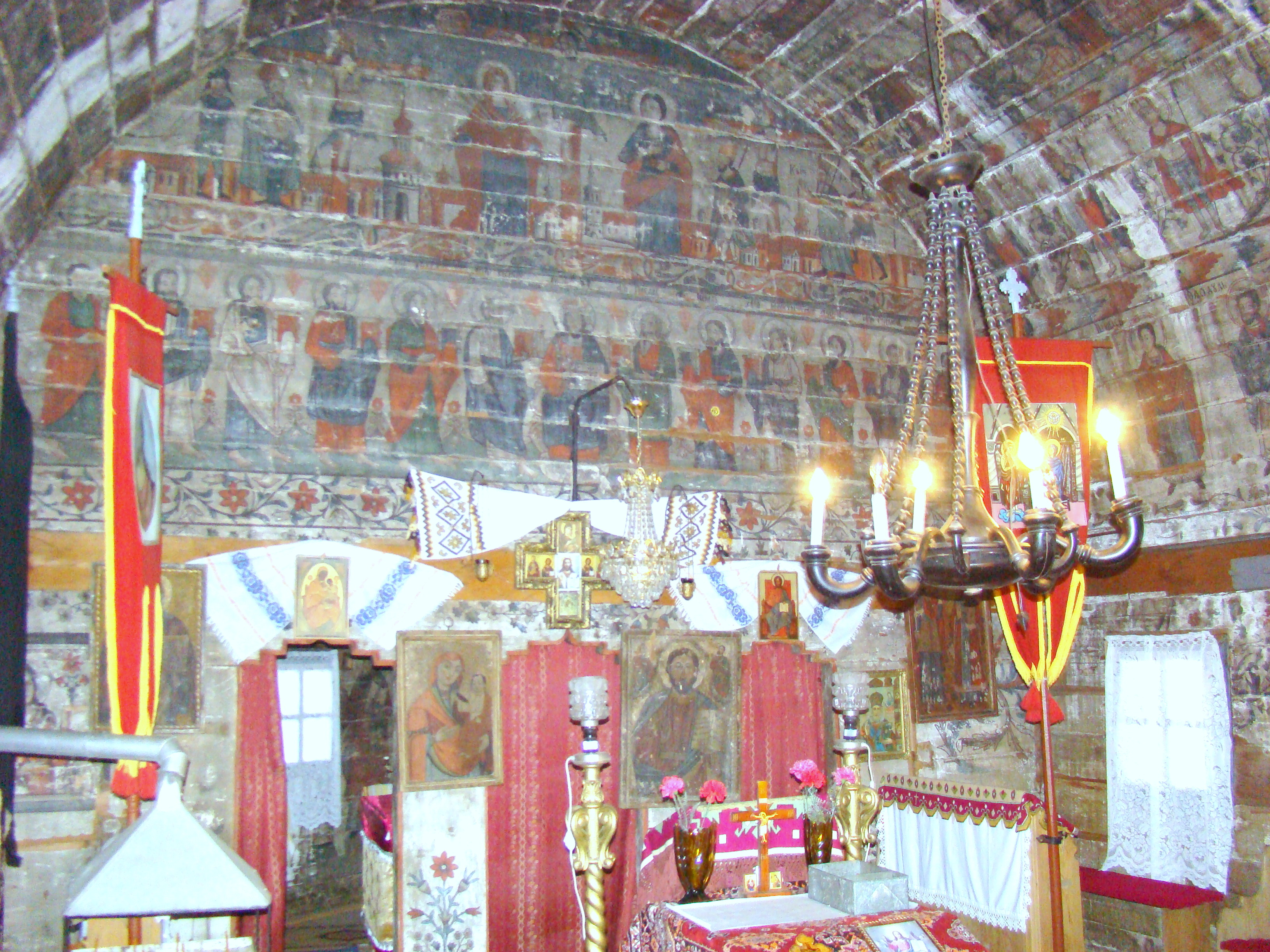
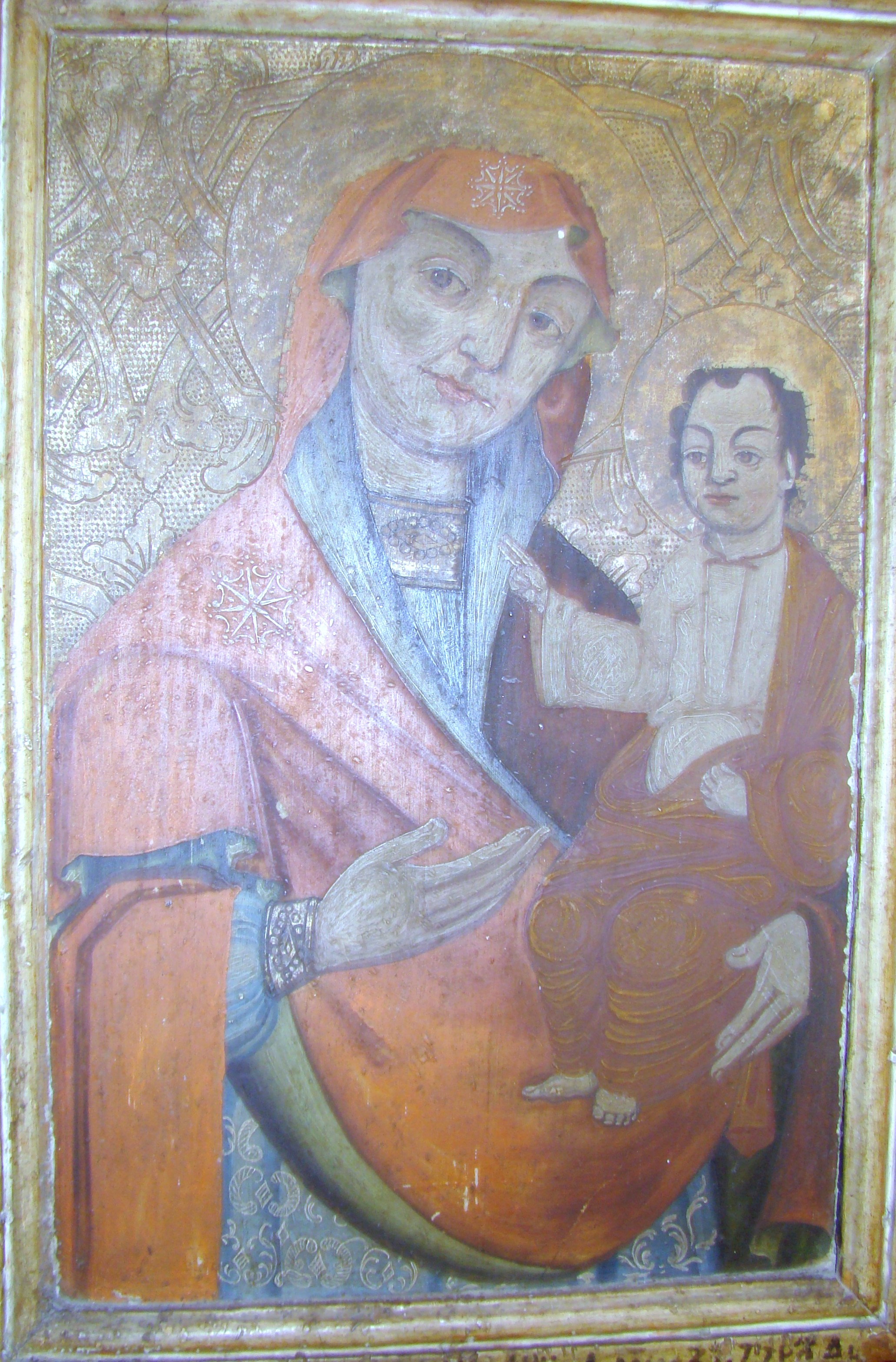
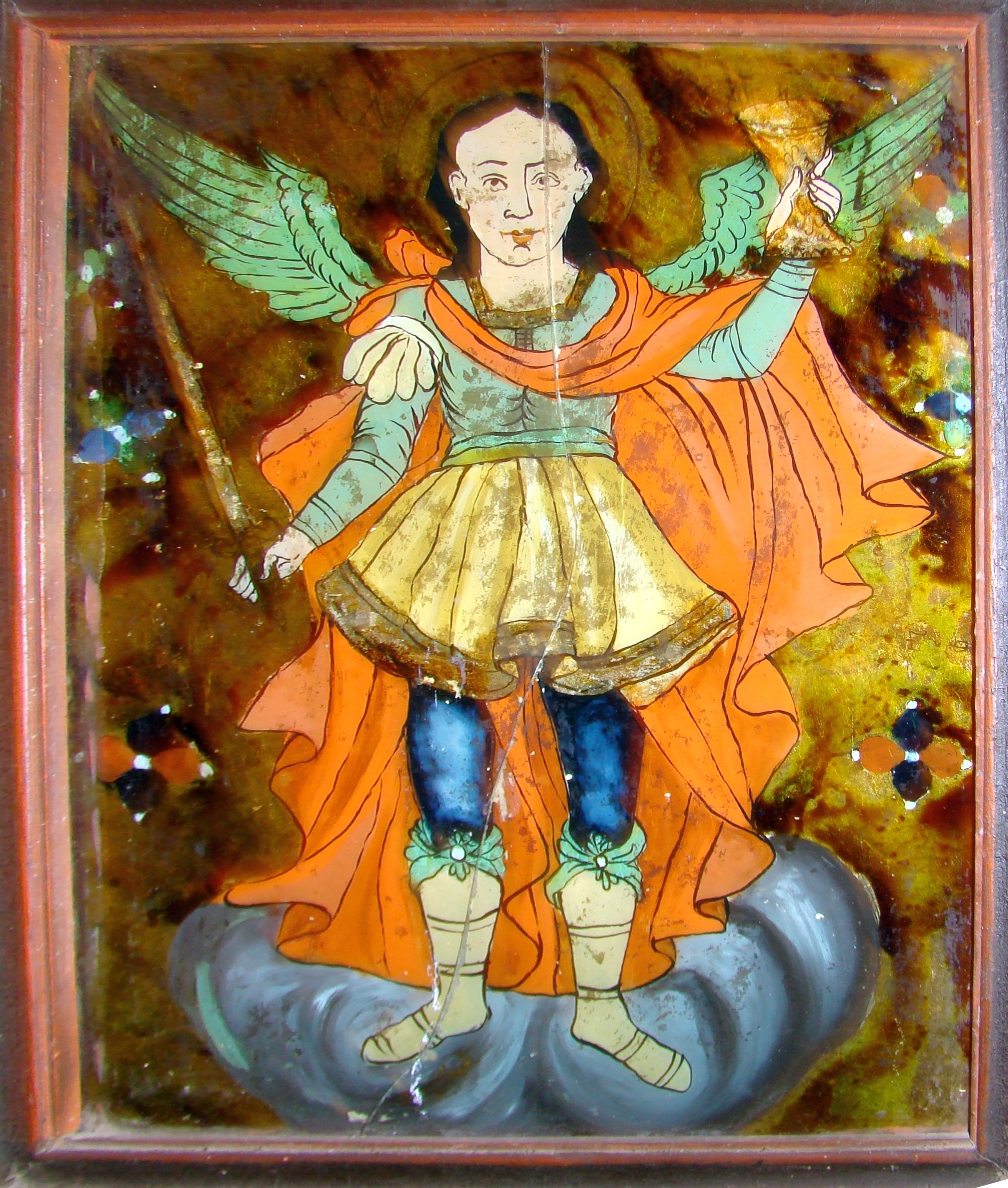
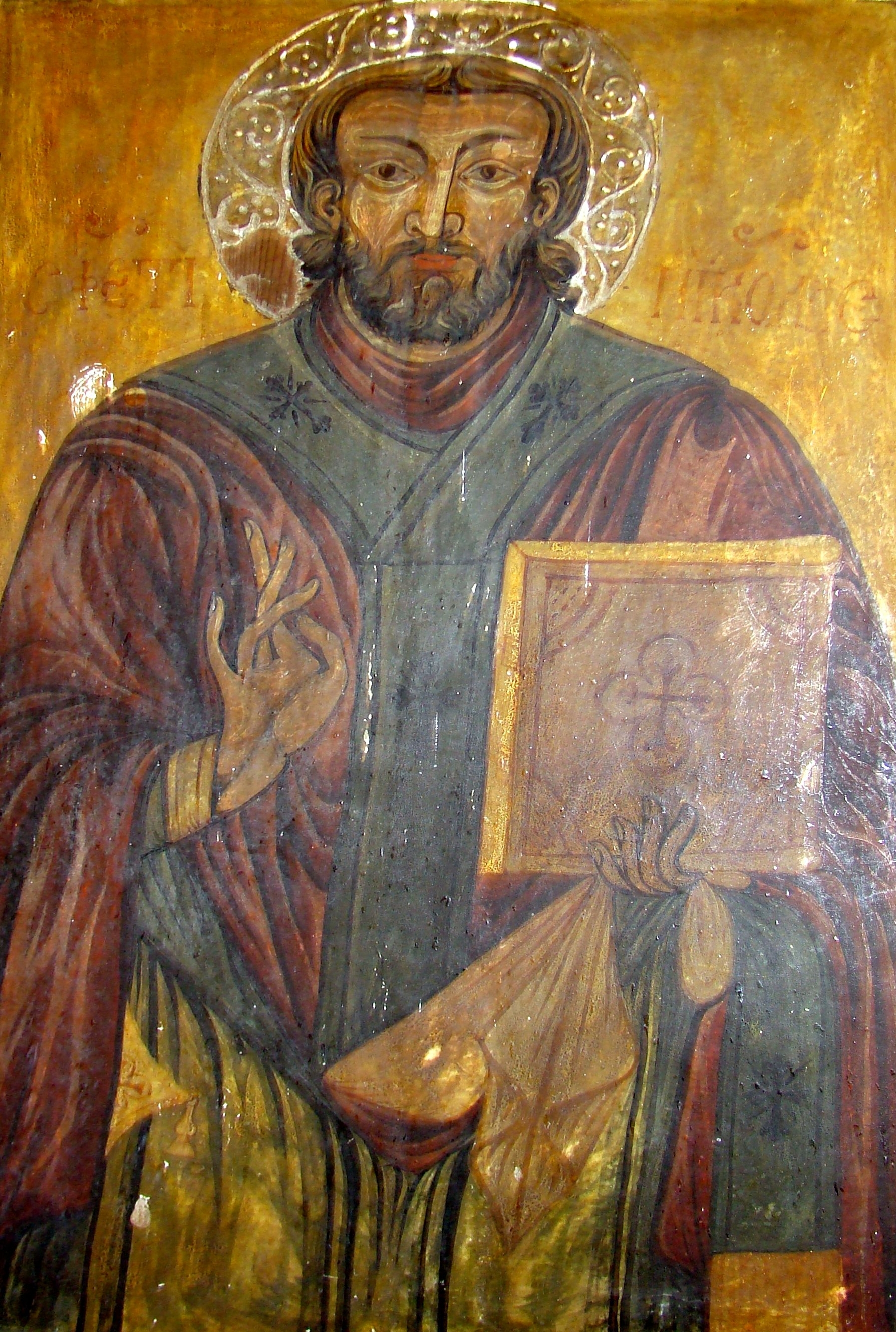
Iisus Pantocrator (zugrav anonim - sec. XVIII)
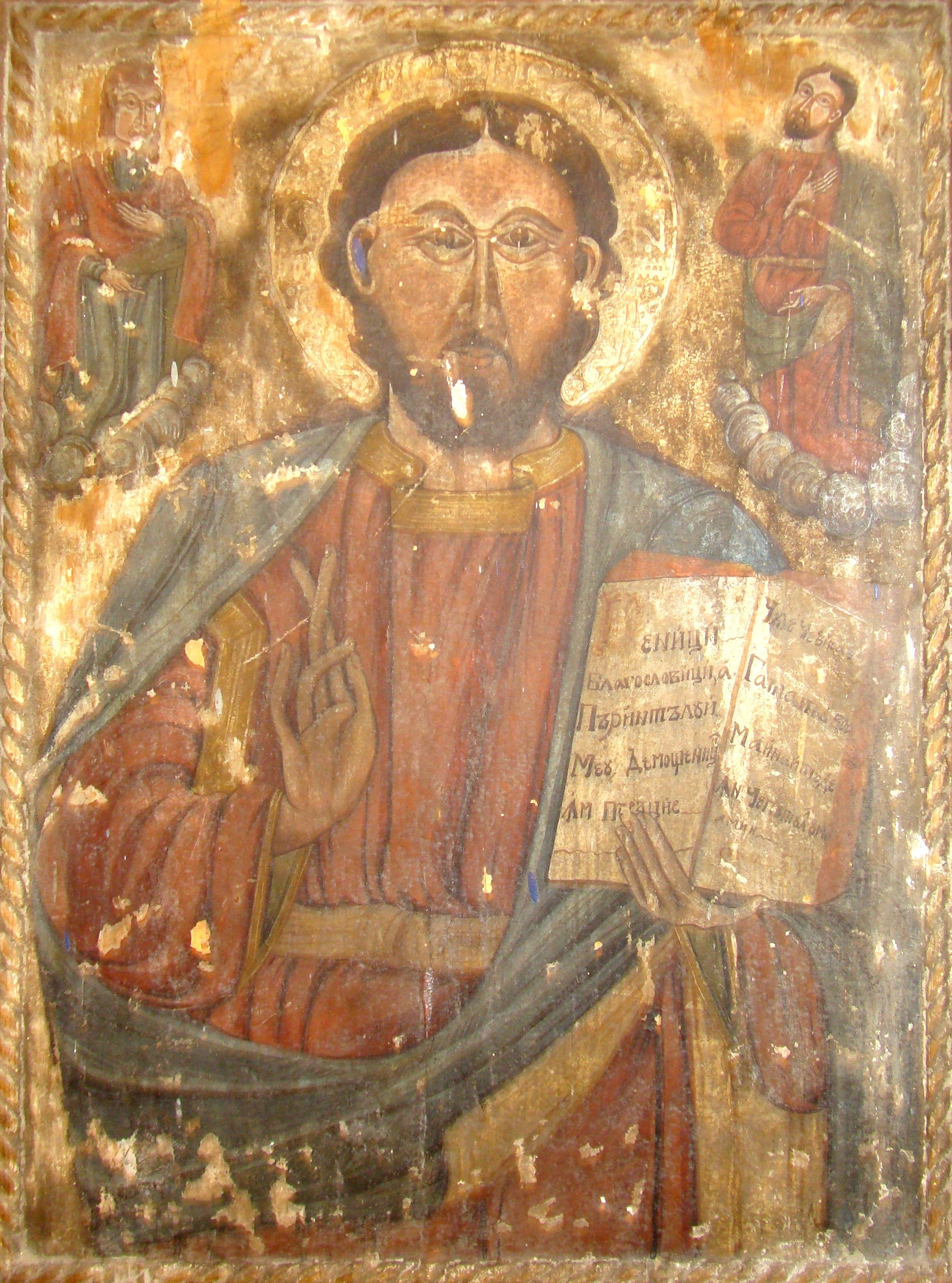
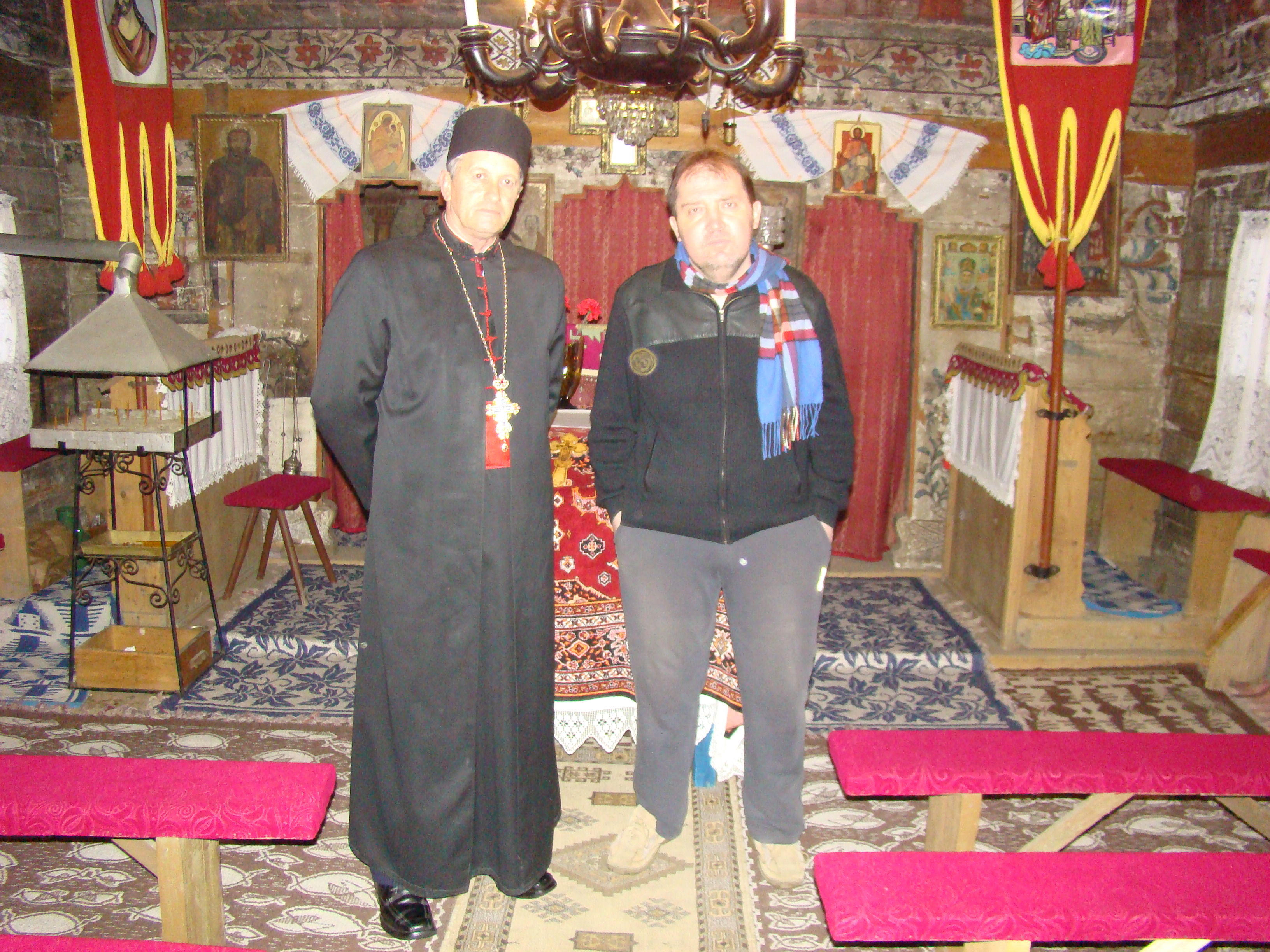

## Imagini din exterior

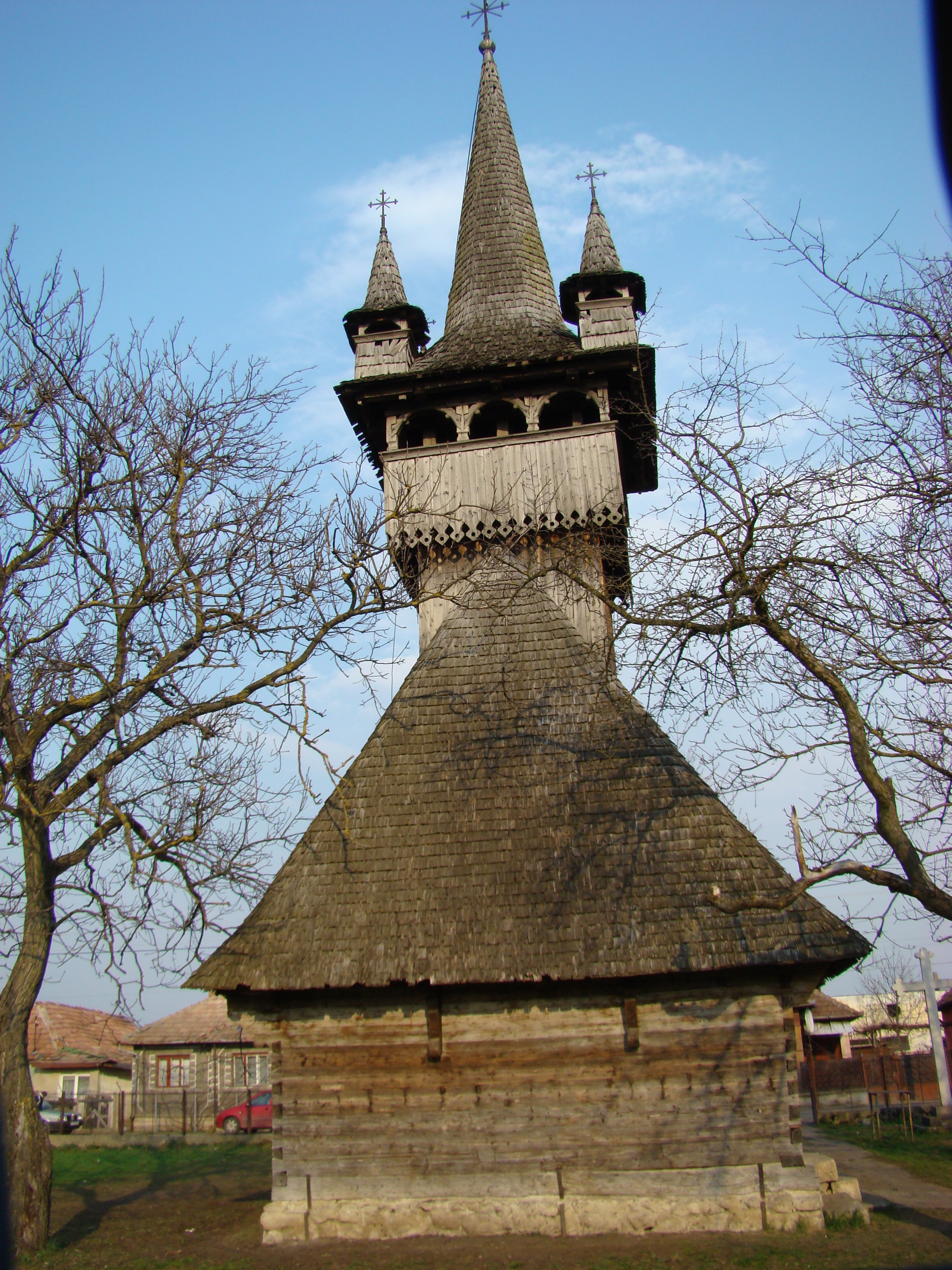
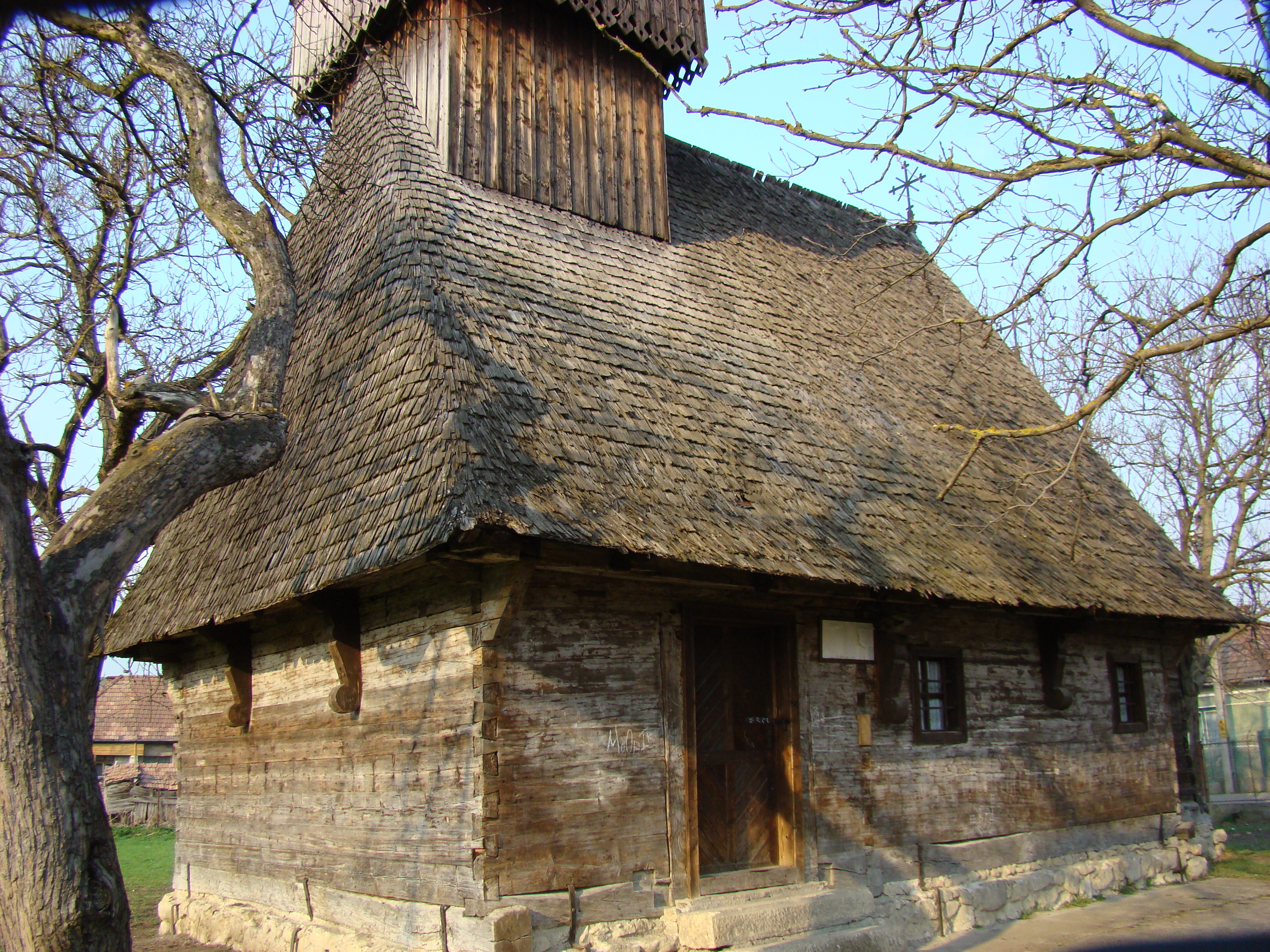
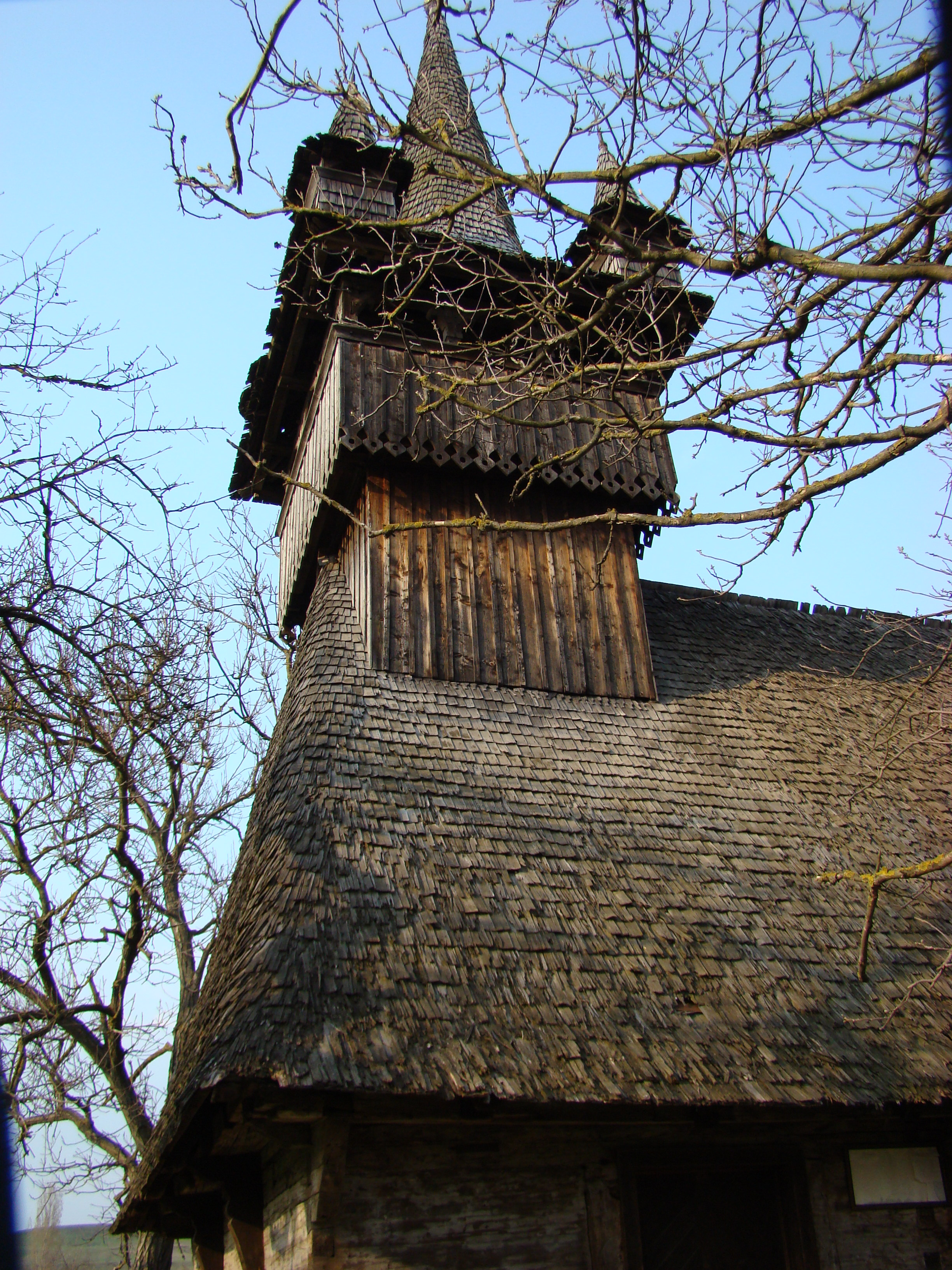
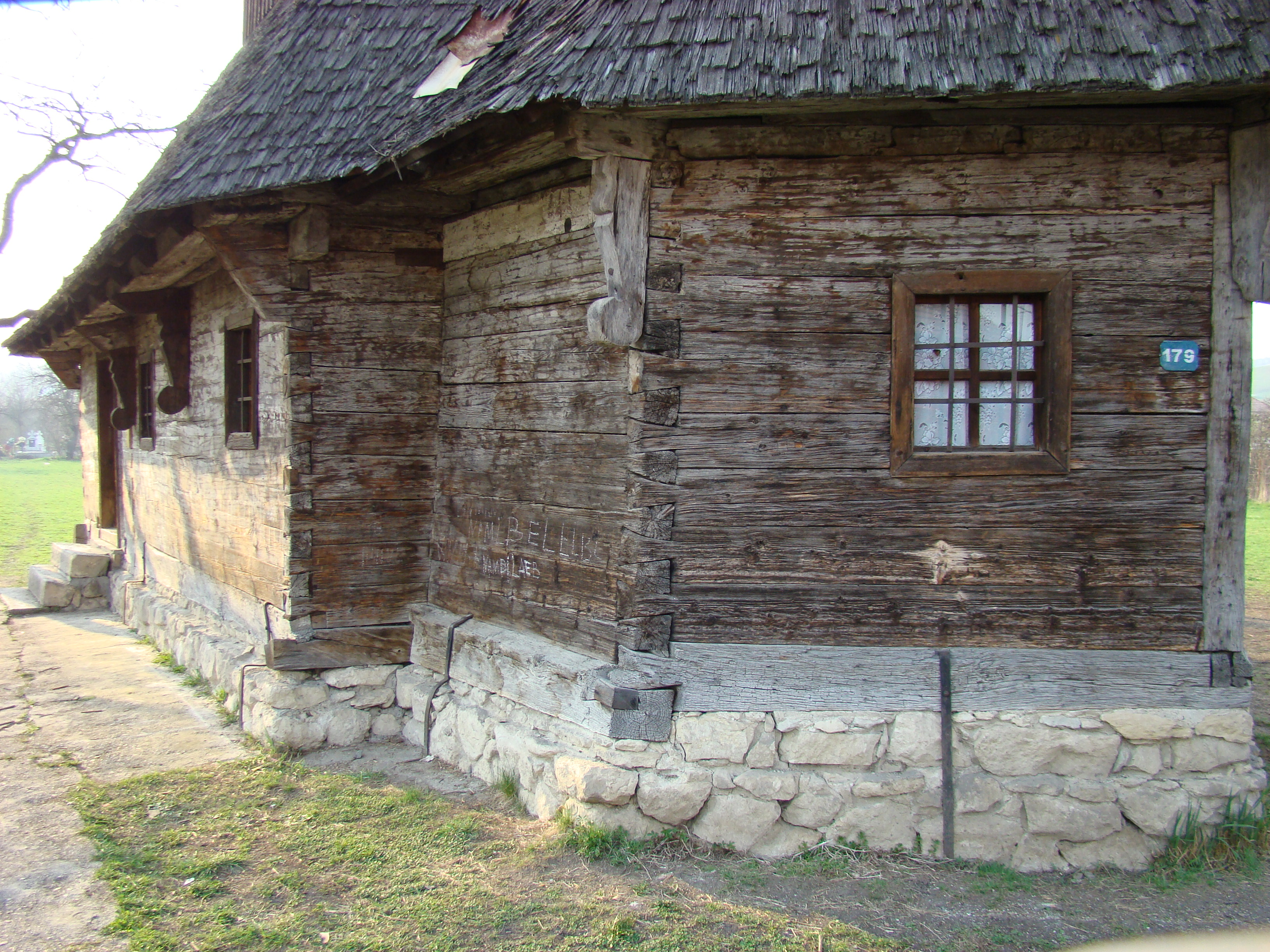
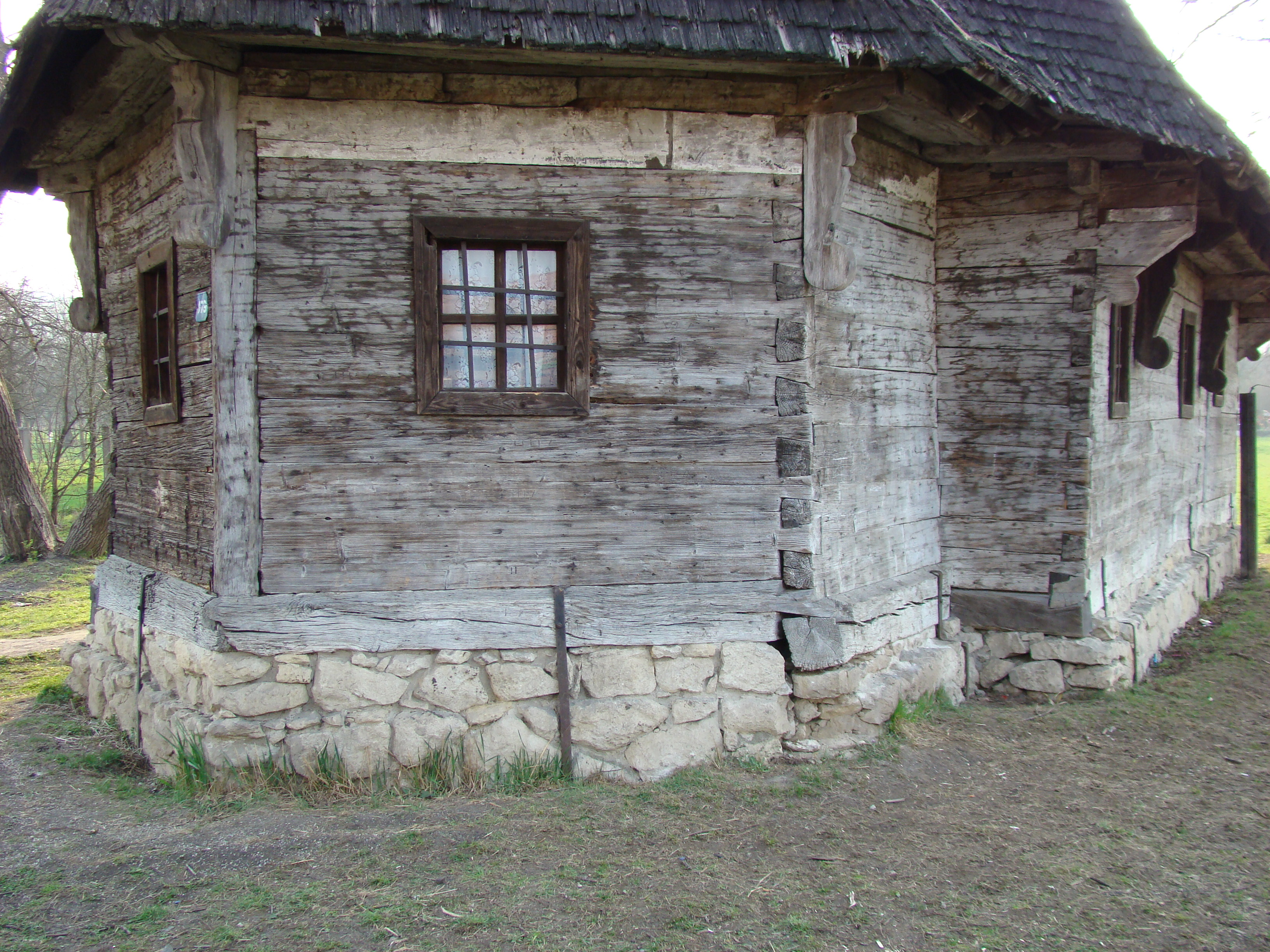
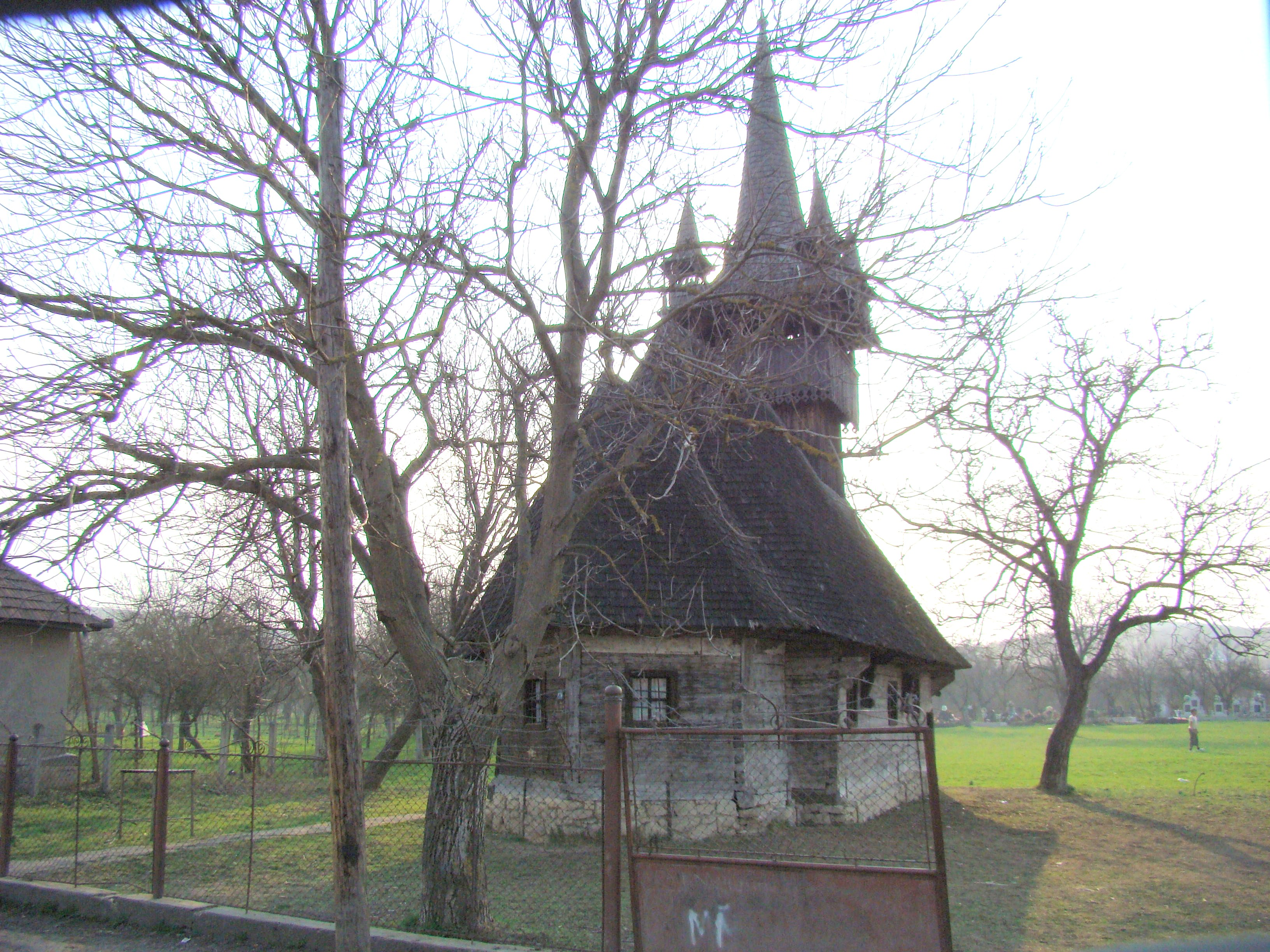
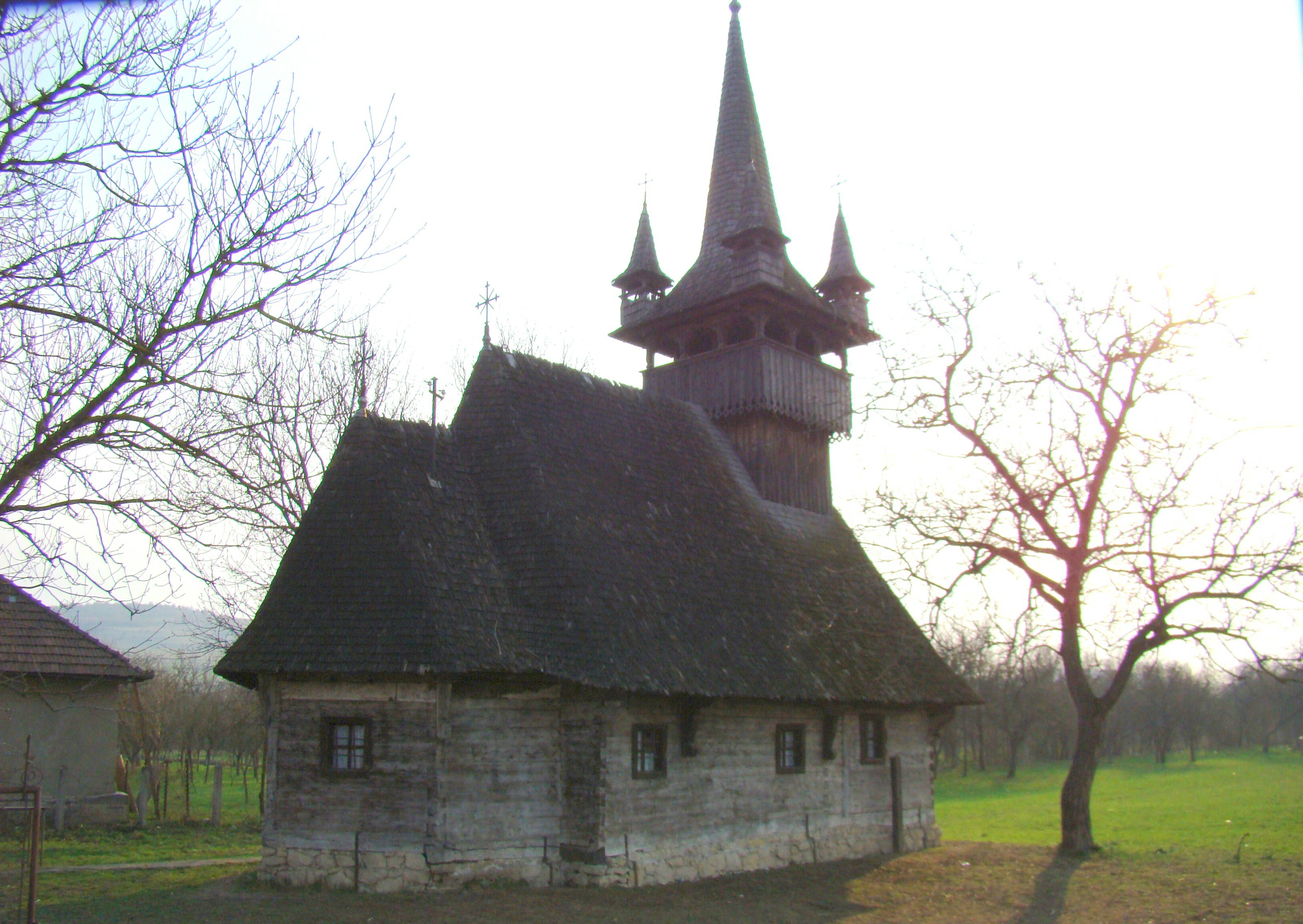
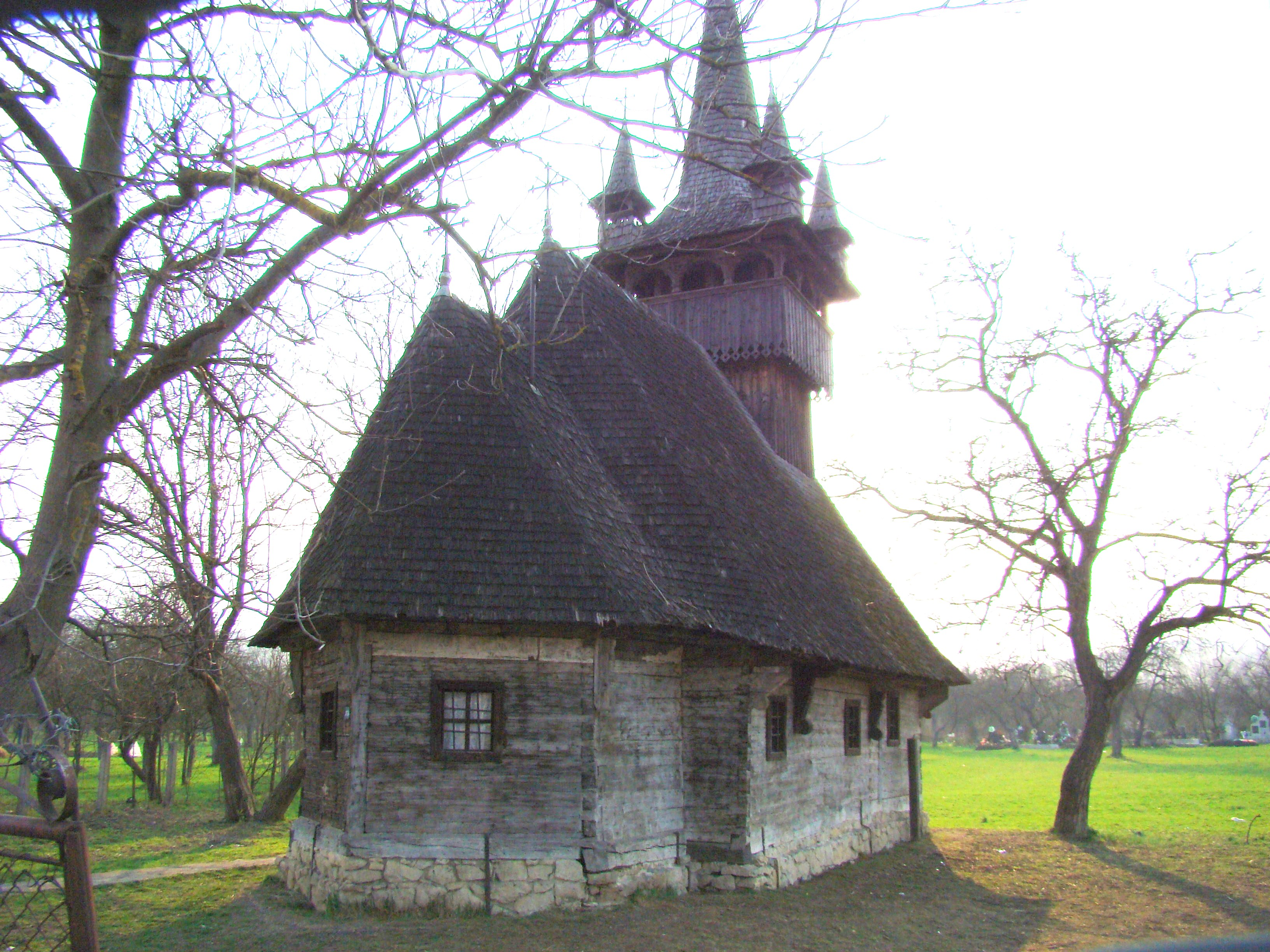
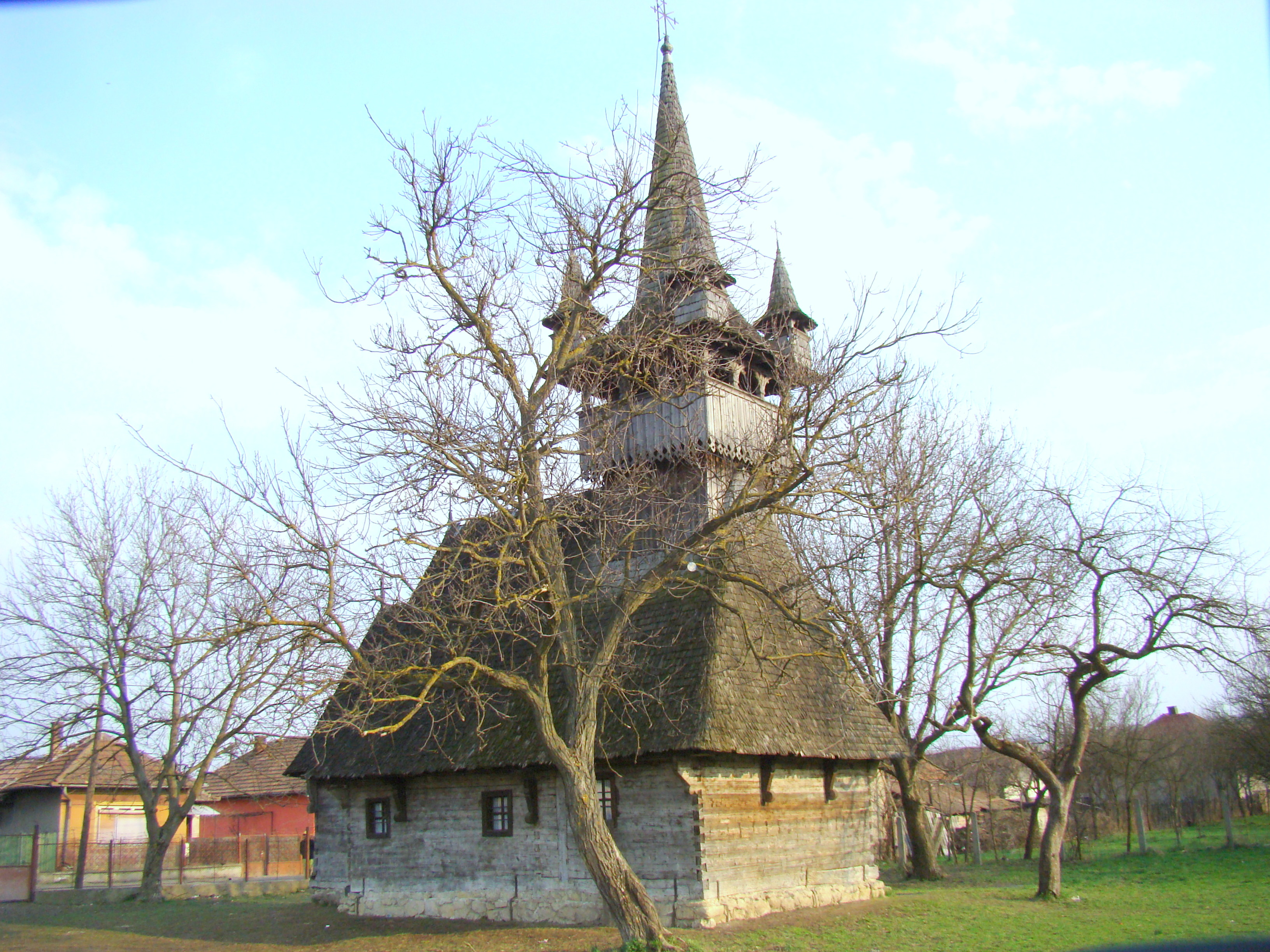
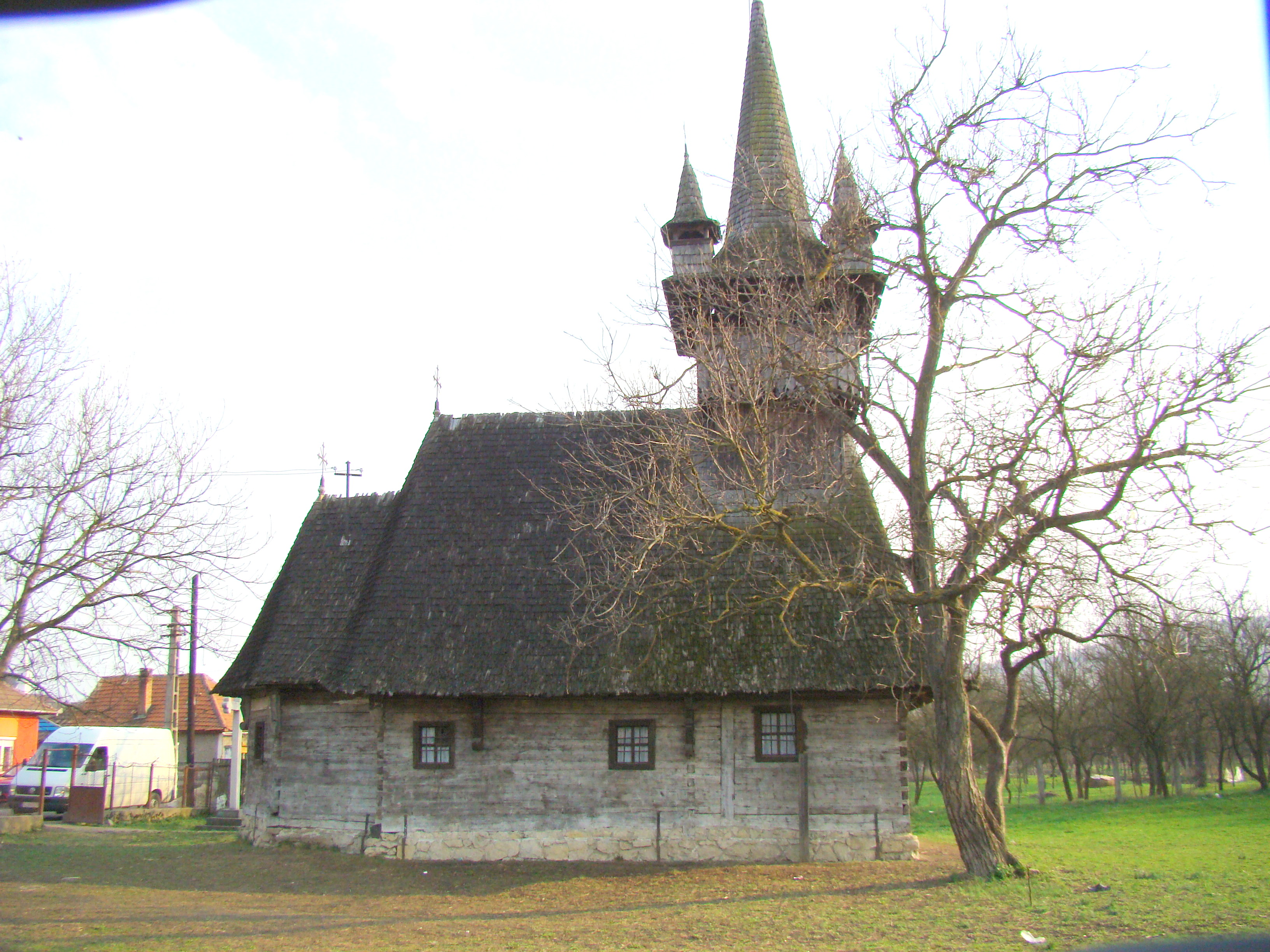
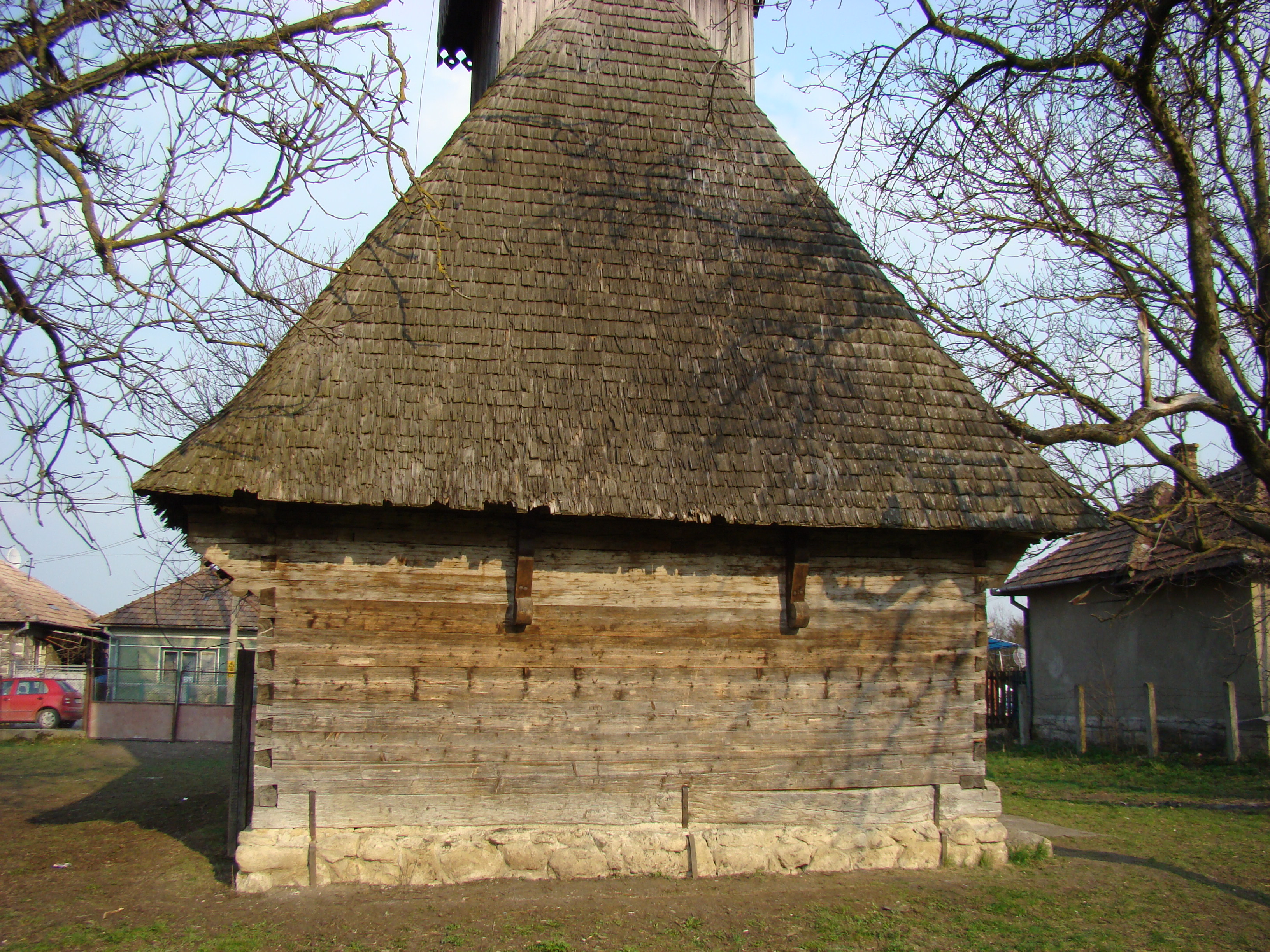
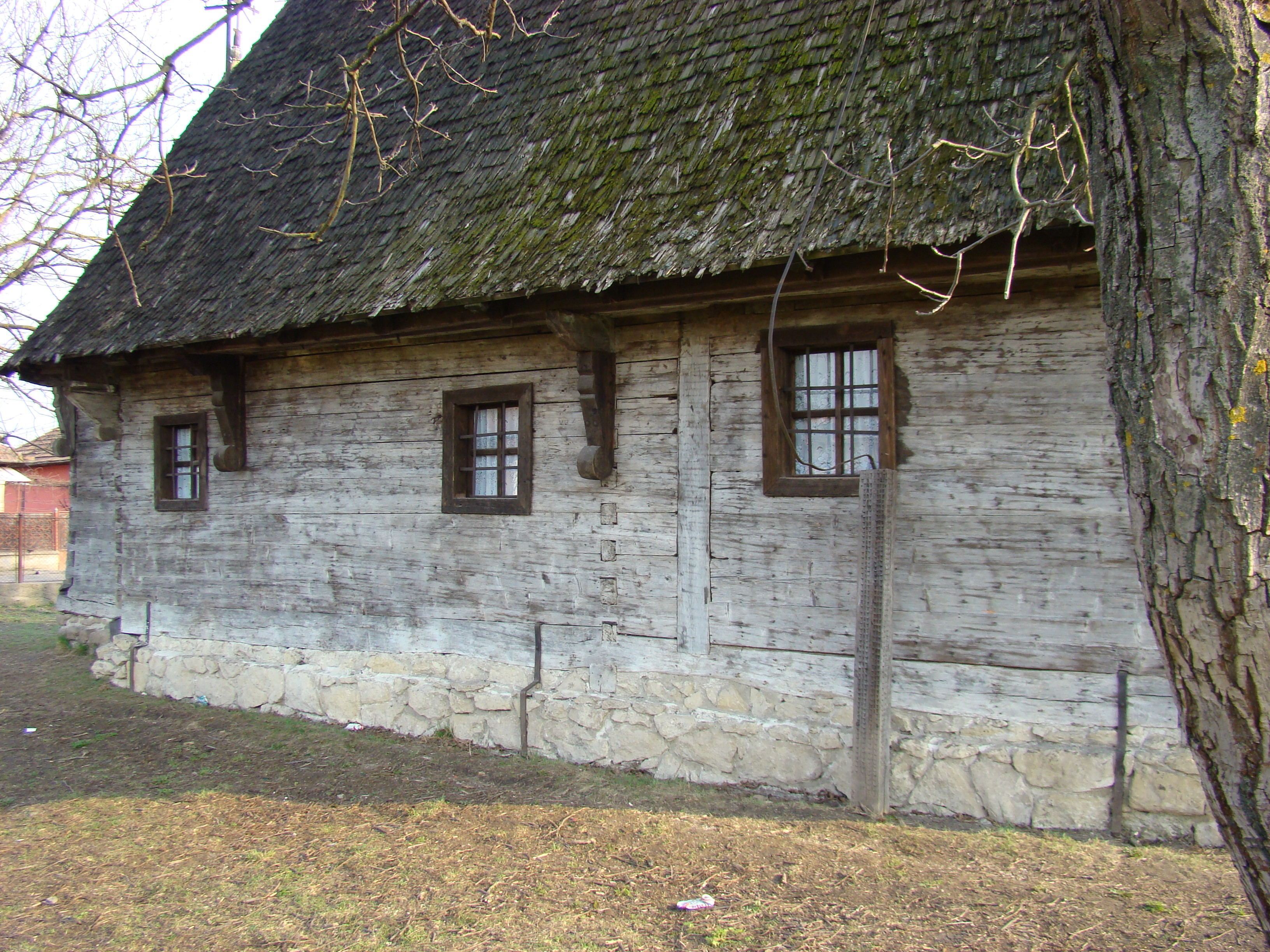
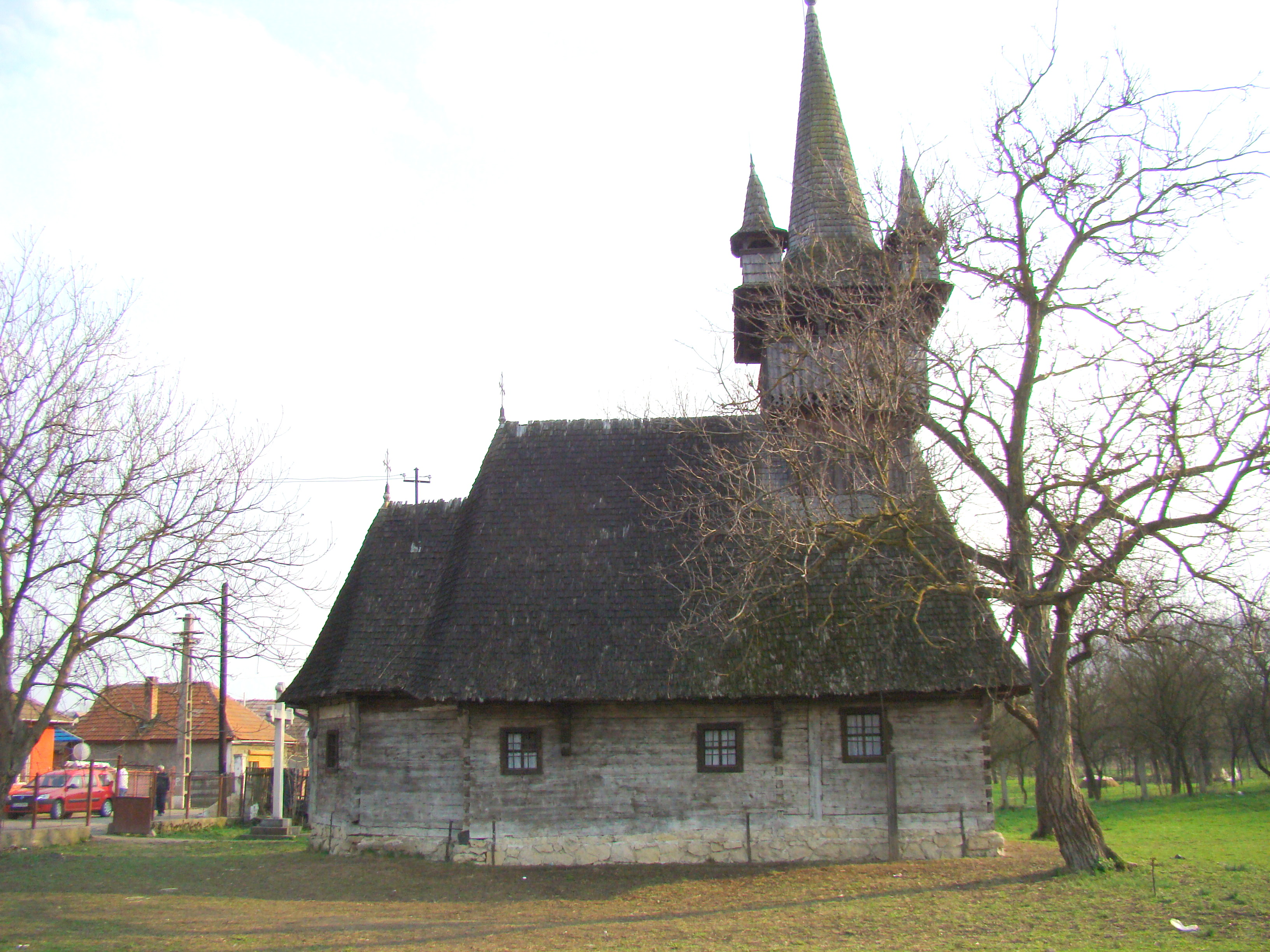
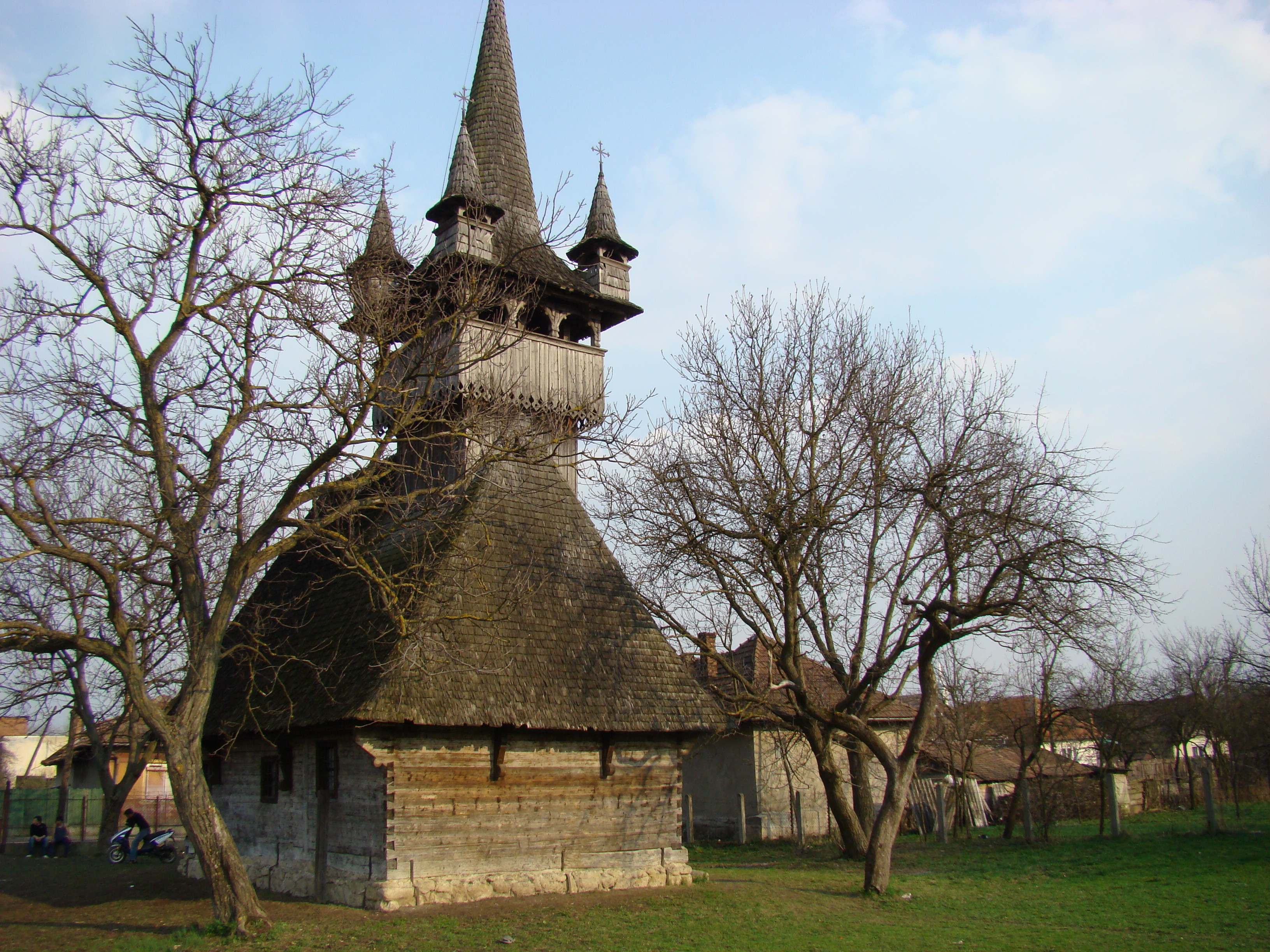
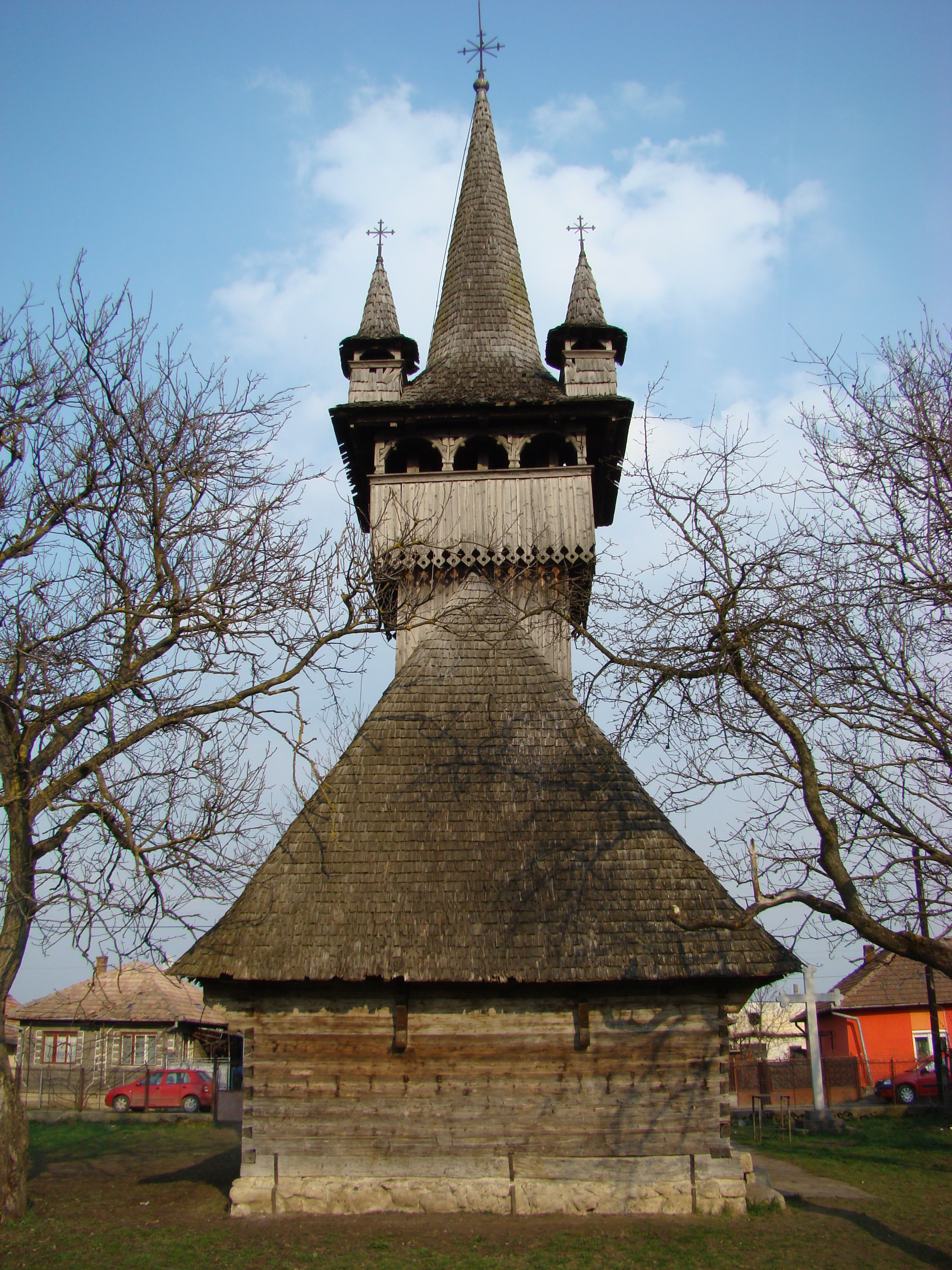
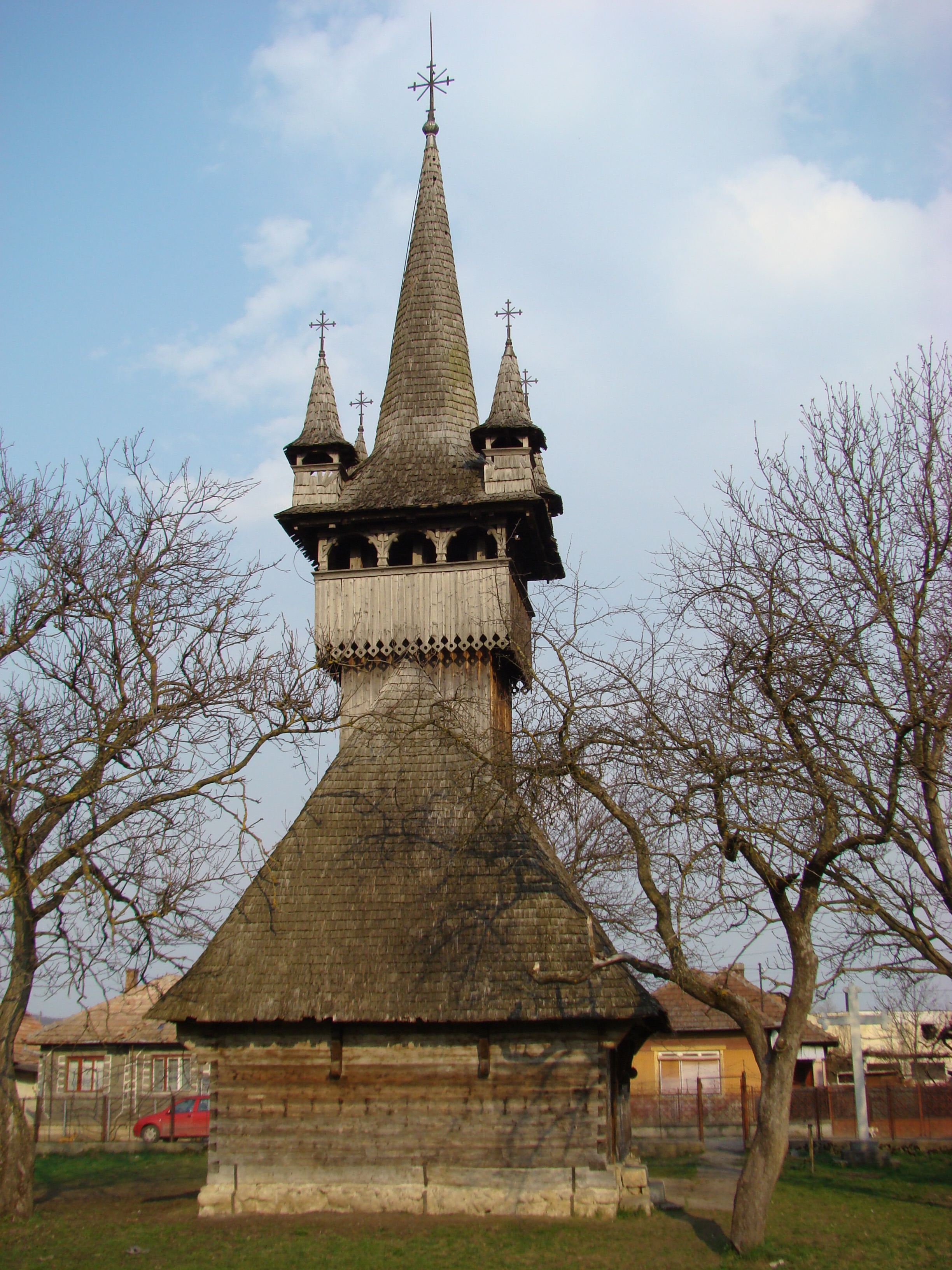
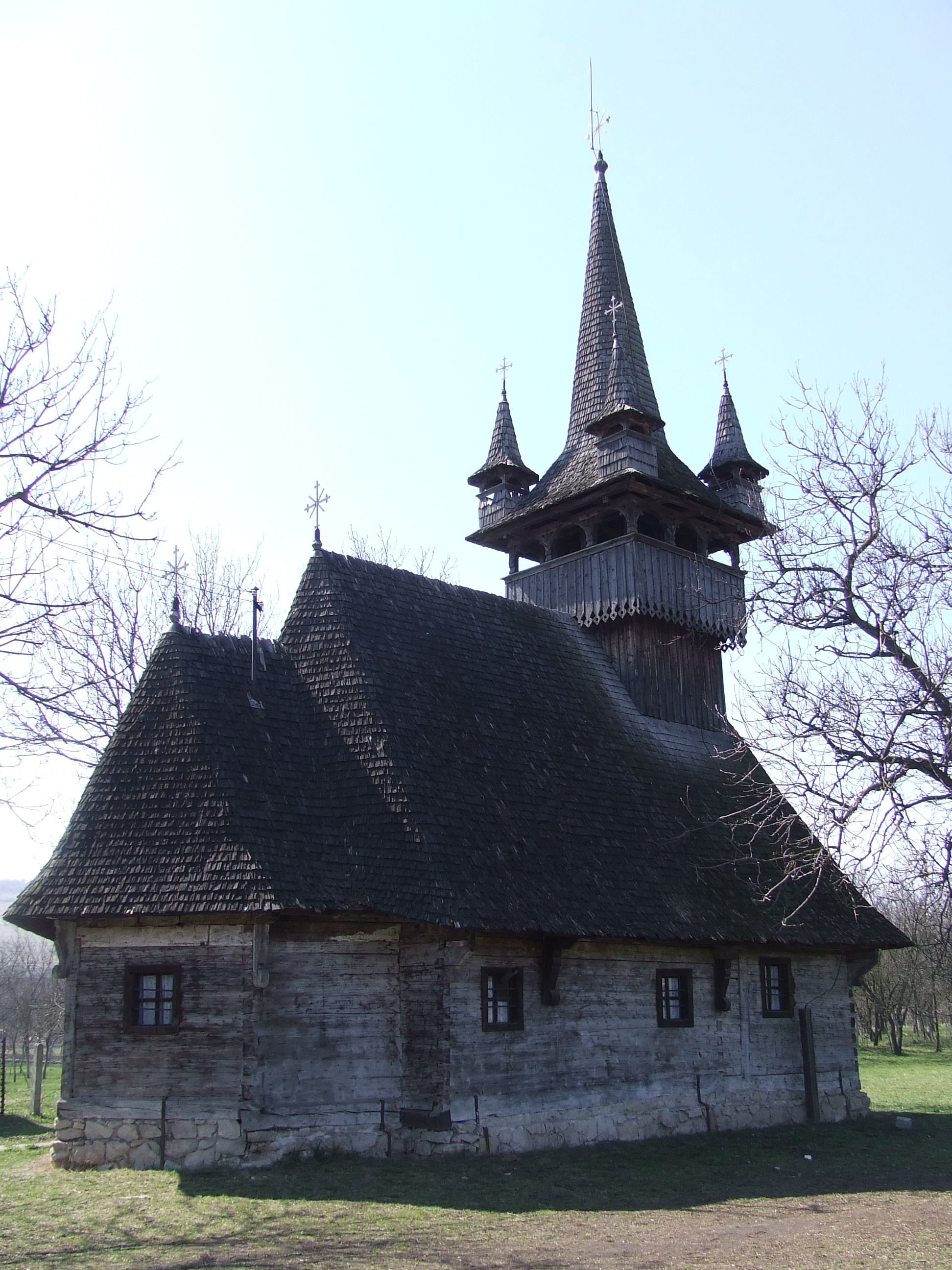
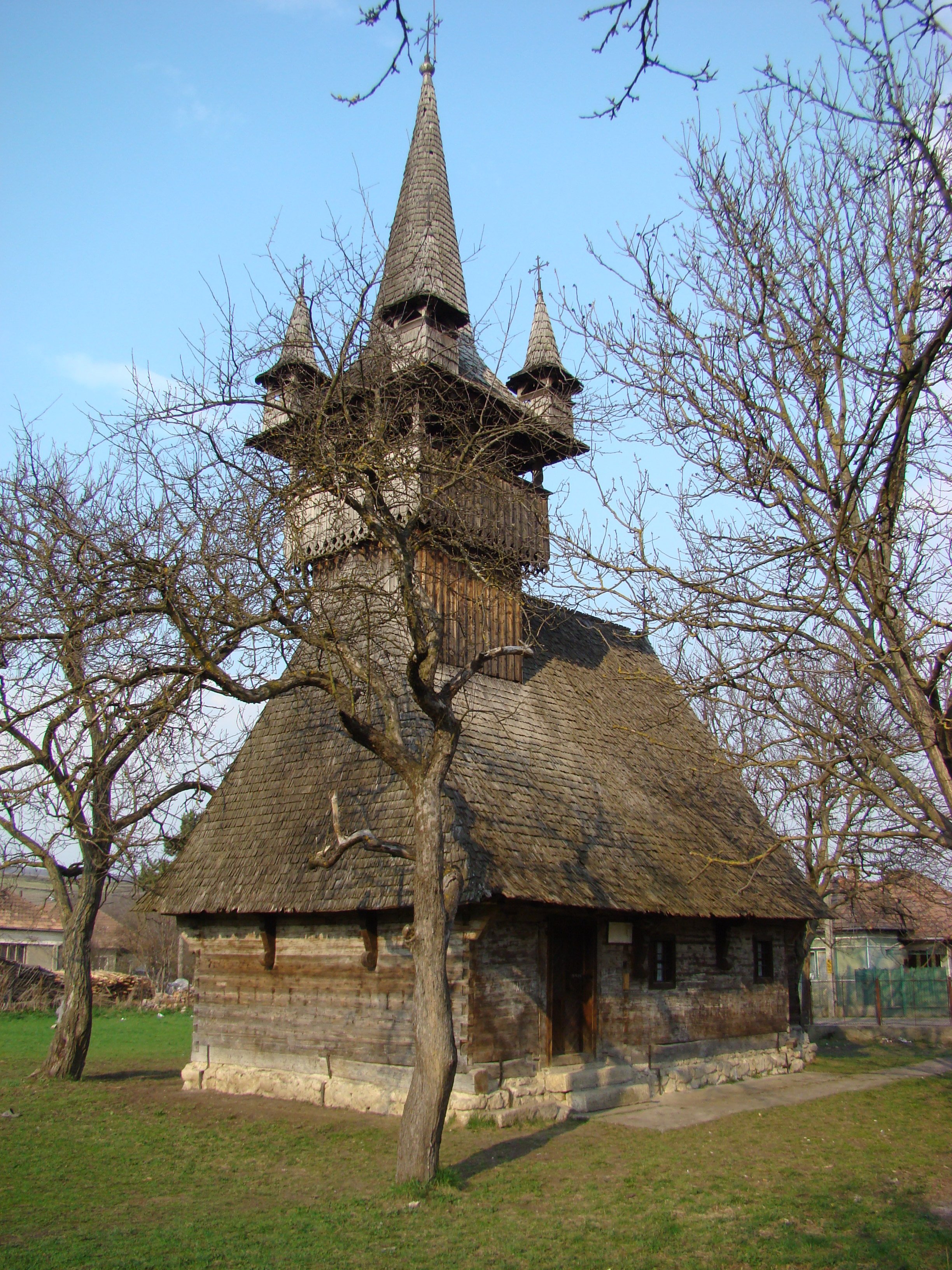